# Reprezentacja San Marino w piłce nożnej mężczyzn
Reprezentacja San Marino w piłce nożnej mężczyzn (wł. Nazionale di calcio di San Marino) – drużyna sportowa piłki nożnej złożona z obywateli legitymujących się obywatelstwem sanmaryńskim, która reprezentuje Republikę San Marino w rozgrywkach międzynarodowych.
Piłkarska reprezentacja San Marino występuje pod przydomkiem La Serenissima (wł. najjaśniejsza). Za jej funkcjonowanie odpowiada bezpośrednio Federazione Sammarinese Giuoco Calcio (FSGC). Funkcję selekcjonera pełni Fabrizio Costantini.

## Informacje ogólne
San Marino jest członkiem FIFA i UEFA od 1988 roku. W 1990 roku zadebiutowało w oficjalnych rozgrywkach, którymi były eliminacje Mistrzostw Europy 1992 w Szwecji. Piętnastokrotnie brało udział w kwalifikacjach do mistrzostw świata i mistrzostw Europy, we wszystkich kampaniach eliminacyjnych zajmując ostatnie miejsce w grupie.

Czuję dumę zakładając koszulkę reprezentacji San Marino. Mimo iż jest to mały kraj, wcale nie jest mniej ważny od tych większych

San Marino na płaszczyźnie sportowej jest jedną z najsłabszych reprezentacji narodowych w historii piłki nożnej. Nigdy nie wygrało meczu w eliminacjach mistrzostw świata i mistrzostw Europy. Jedynym sukcesem La Serenissima jest 10 spotkań, w których reprezentacja nie poniosła porażki: zwycięstwo 1:0 odniesione nad reprezentacją Liechtensteinu (mecz towarzyski w 2004), dwa zwycięstwa (1:0 i 3:1) odniesione nad reprezentacją Liechtensteinu (Liga Narodów 2024/2025), oraz 7 wyników remisowych, kolejno: 0:0 z Turcją (eliminacje MŚ 1994), 1:1 z Łotwą (eliminacje MŚ 2002), 2:2 z Liechtensteinem (mecz towarzyski w 2003), 0:0 z Estonią (eliminacje ME 2016) oraz 0:0 z Liechtensteinem i Gibraltarem (Liga Narodów UEFA 2020/21) oraz 1:1 z Gibraltarem (Liga Narodów 2024/2025). Bezbramkowy remis z Liechtensteinem w Lidze Narodów jest jedynym wyjazdowym spotkaniem w historii, w którym San Marino nie straciło gola. San Marino ogółem od 1990 roku sześciokrotnie przegrało mecz tracąc co najmniej 10 bramek. Najwyższa porażka miała miejsce we wrześniu 2006 roku, gdy w Serravalle Sanmaryńczycy przegrali w eliminacjach Mistrzostw Europy 2008 0:13 z Niemcami. W latach 2004–2014 reprezentacja zanotowała serię 61 przegranych spotkań z rzędu. 15 reprezentacji osiągnęło w meczach przeciwko San Marino najwyższe w historii zwycięstwa: Azerbejdżan, Belgia, Białoruś, Chorwacja, Cypr, Czarnogóra, Czechy, Finlandia, Holandia, Gibraltar, Polska, Rosja, Słowacja, Ukraina i Wyspy Owcze.

Gdyby nie futbol, to być może wszyscy myśleliby, że San Marino to jakaś wysepka gdzieś pośrodku Morza Śródziemnego

San Marino zajmuje przedostatnie miejsce w UEFA pod względem liczebności populacji (32 tysiące obywateli), co stanowi strukturalny problem w stworzeniu reprezentującej odpowiedni w Europie poziom drużyny narodowej. Liczba zarejestrowanych piłkarzy wynosi około 1,5 tysiąca, zaś liczba zarejestrowanych klubów piłkarskich 17. Wskutek tego od zawodników występujących w reprezentacji nie wymaga się osiągania sukcesów na arenie międzynarodowej. Władze FSGC za priorytet uznają honorowe uczestnictwo w międzynarodowych rozgrywkach i pokazanie przez to niezależności Republiki San Marino jako odrębnego państwa. Za duży sukces uchodzi zdobycie jednej bramki; zwycięstwo bądź remis w oficjalnym meczu zyskuje rangę wydarzenia historycznego i sensacji w europejskich mediach sportowych.

## Stadion

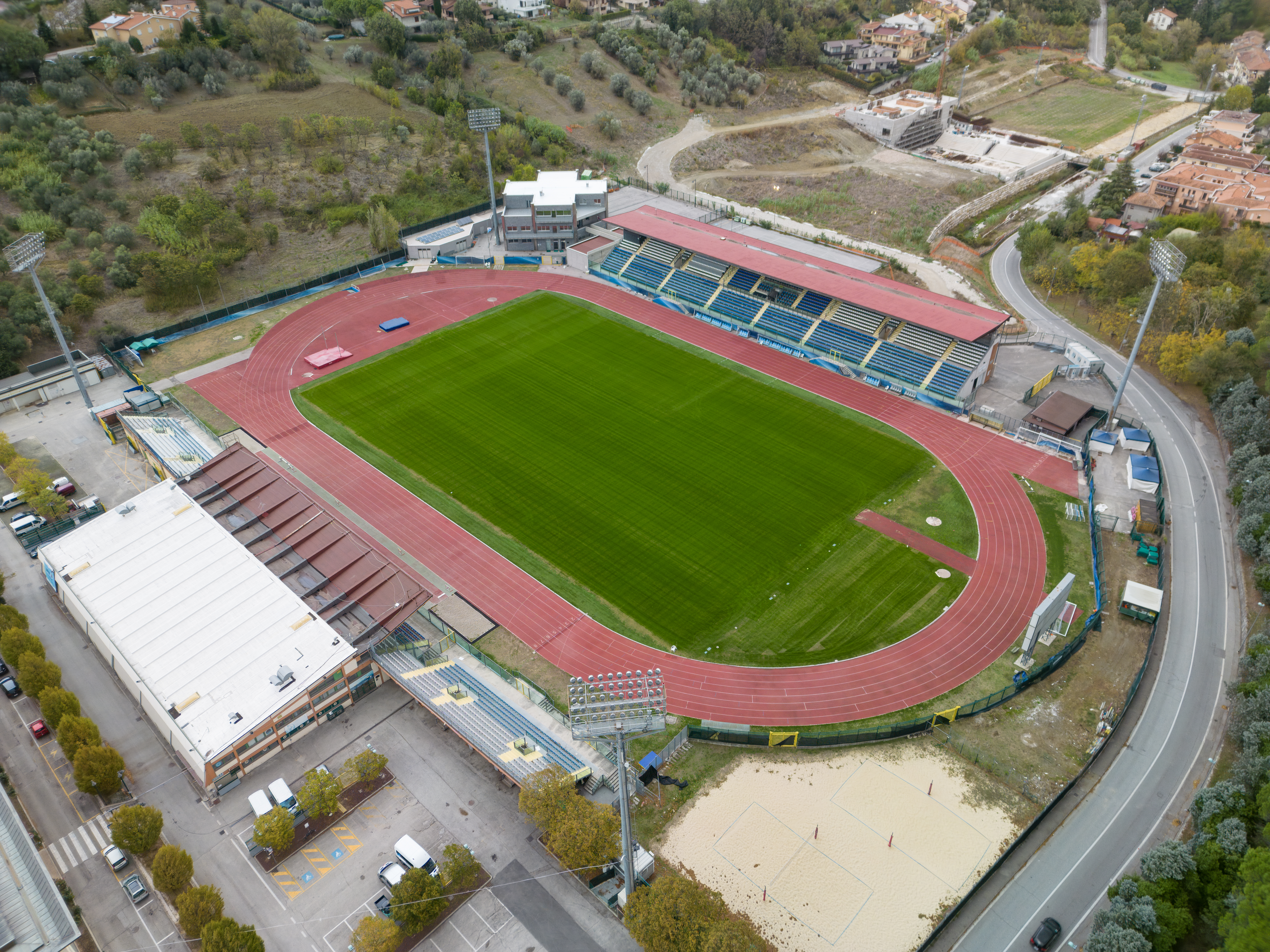
San Marino Stadium w 2011 roku

Reprezentacja San Marino rozgrywa swoje mecze na San Marino Stadium w Serravalle (do 2014 roku Stadion Olimpijski w Serravalle). Wybudowany został w 1969 roku, jego oficjalna inauguracja nastąpiła rok później. W 1985 roku nadano mu miano obiektu olimpijskiego z okazji rozegranych tu pierwszych Igrzysk Małych Państw Europy pod patronatem Międzynarodowego Komitetu Olimpijskiego.
San Marino Stadium oficjalnie ma pojemność wynoszącą 5115 widzów, docelowo jest jednak w stanie pomieścić około 7000 osób. Obiekt wyposażony jest w bieżnię lekkoatletyczną. Obok niego znajduje się kompleks sportowy Sanmaryńskiego Komitetu Olimpijskiego (CONS) z pełnowymiarowym basenem oraz boiskami do piłki nożnej, sportów halowych oraz baseballu. Latem 2009 roku Stadion Olimpijski stał się jedną z pierwszych sportowych aren na świecie, na której zastosowano system Football Green Live - mieszaninę naturalnej i półsyntetycznej trawy. Przeprowadzona wówczas renowacja obiektu pochłonęła sumę około 700 tys. euro. W 2014 roku obiekt przeszedł gruntowną modernizację, po której przemianowano jego nazwę na San Marino Stadium.
Na San Marino Stadium niezwykle rzadko odnotowuje się liczbę widzów zbliżoną do maksymalnej pojemności obiektu. Frekwencja zależna jest od tego, ilu fanów drużyny przeciwnej przybędzie do San Marino na mecz swojej reprezentacji. Najwyższą liczbę widzów odnotowano w meczu z Niemcami w 2006 roku, kiedy na trybunach zasiadło 5019 kibiców oraz w spotkaniu przeciwko Anglii w 2013 roku - 4952 osób. Przeważającą liczbę widzów stanowią kibice drużyn przyjezdnych. W 2007 roku podczas meczu z Irlandią, spośród 3294 kibiców na stadionie około 2500 z nich stanowili irlandzcy fani. Podczas spotkań z mniej atrakcyjnymi sportowo rywalami frekwencja zwykle waha się między liczbą 700 - 1500 kibiców. Widownia na meczach towarzyskich zwykle nie przekracza 500 osób.

## Historia

### Lata 80. XX wieku
Powstanie zorganizowanych struktur piłkarskich w San Marino datuje się na lata 20. XX wieku. Pierwsze kluby powstały w 1928 roku. W 1931 roku założono krajowy związek piłkarski pod nazwą Federazione Sammarinese Giuoco Calcio. Zawody o Puchar San Marino (Coppa Titano) zaczęto rozgrywać od 1937 roku, natomiast półzawodowa liga piłkarska (Campionato Sammarinese) powstała w 1985 roku. Pierwszy tytuł mistrzowski w sezonie 1985/86 wywalczyli gracze klubu SC Faetano.
Reprezentację San Marino w piłce nożnej uformowano w połowie lat 80. W 1985 roku zatwierdzono związkowy statut i otrzymano tymczasowe, wstępne członkostwo w UEFA. W tym samym roku San Marino rozegrało mecz sparingowy z duńskim klubem Odense Boldklub, zakończony remisem 1:1 (bramka Fabio Gasperoniego). W styczniu 1986 roku funkcję pierwszego trenera reprezentacji oficjalnie powierzono Giulio Cesare Casaliemu. 28 marca 1986 San Marino w premierowym meczu międzypaństwowym zmierzyło się na Stadionie Olimpijskim w Serravalle z reprezentacją Kanady U-23, która odbywała dwutygodniowe tournée po Szwajcarii i Włoszech. Spotkanie zakończyło się porażką San Marino 0:1 po bramce Jamesa Grimesa w 78. minucie.
| 28 marca 1986 | San Marino | 0:1(0:0) | Kanada U-23 | Stadion Olimpijski, Serravalle Sędzia: Alberto Boschi (Włochy) |
| 28 marca 1986 | 78' James Grimes | 0:1(0:0) | | Stadion Olimpijski, Serravalle Sędzia: Alberto Boschi (Włochy) |
| Claudio Maiani (46' Pierluigi Benedettini) – Bruno Muccioli, Marco Montironi, Dante Maiani (70' Maurizio Reggini), Italo Pedini (61' Massimo Zanotti) – Giuseppe Canini, Giampaolo Mazza (84' Tiziano Giacobbi), Guerrino Albani, Fabio Gasperoni (80' Claudio Peverani), Claudio Venerucci (46' Valdes Pasolini) – Marco Macina (70' Giancarlo Bacciocchi) | Claudio Maiani (46' Pierluigi Benedettini) – Bruno Muccioli, Marco Montironi, Dante Maiani (70' Maurizio Reggini), Italo Pedini (61' Massimo Zanotti) – Giuseppe Canini, Giampaolo Mazza (84' Tiziano Giacobbi), Guerrino Albani, Fabio Gasperoni (80' Claudio Peverani), Claudio Venerucci (46' Valdes Pasolini) – Marco Macina (70' Giancarlo Bacciocchi) |          | Paul Dolan – Peter Gilfillan, Lyndon Hooper, Randy Samuel, Tom Panhuyzen – Peter Sloly, Lucio Ianiero (46' Doug McNaught), Jamie Lowery, Randy Ragan – James Grimes, Alex Bunbury | Paul Dolan – Peter Gilfillan, Lyndon Hooper, Randy Samuel, Tom Panhuyzen – Peter Sloly, Lucio Ianiero (46' Doug McNaught), Jamie Lowery, Randy Ragan – James Grimes, Alex Bunbury |

W 1987 roku San Marino wzięło udział w igrzyskach śródziemnomorskich, które odbyły się w Syrii. La Serenissima zremisowała 0:0 z Libanem i przegrała 0:3 z gospodarzami turnieju oraz 0:4 z Turcją U-23. W 1988 roku FSGC została przyjęta w poczet członków FIFA i UEFA. Piłkarska reprezentacja San Marino mogła od tej pory brać udział we wszystkich oficjalnych rozgrywkach jako pełnoprawna drużyna narodowa swego kraju. Pierwsze oficjalne mecze zaczęła ona rozgrywać od 1990 roku, kiedy to wzięła udział w eliminacjach Mistrzostw Europy 1992.

### Eliminacje Mistrzostw Europy 1992
San Marino rywalizowało w grupie 2 z Bułgarią, Rumunią, Szkocją i Szwajcarią. Trener Giorgio Leoni oparł skład reprezentacji na piłkarzach SS Juvenes i włoskich klubów z niższych lig. Jedynym zawodowym graczem w kadrze był Massimo Bonini (Bologna FC), który pełnił funkcję kapitana. Powołania otrzymywał również Marco Macina, który w 1988 roku z powodu kontuzji zakończył karierę klubową.
San Marino zakończyło kwalifikacje na ostatnim miejscu w grupie, przegrywając wszystkie spotkania z bilansem bramkowym 1:33. Pierwszy oficjalny mecz jako członek FIFA i UEFA Sanmaryńczycy rozegrali 14 listopada 1990 ze Szwajcarią w Serravalle. Zakończył się on porażką 0:4 po bramkach zdobytych przez Alaina Sutera, Stéphane Chapuisata, Adriana Knupa i Frédérica Chassota. Spotkanie obserwowało 930 widzów. W następnej kolejce w meczu z Rumunią w Bukareszcie pierwszą czerwoną kartkę w oficjalnym meczu otrzymał obrońca Marco Montironi. 27 marca 1991 w spotkaniu rewanżowym przeciwko temu samemu rywalowi w Serravalle (1:3) San Marino zdobyło pierwszą w historii bramkę. Strzelcem gola był pomocnik Valdes Pasolini, który w 26. minucie pokonał Florina Pruneę strzałem z rzutu karnego.
Grupa 2
| #  | Reprezentacja | M | Z | R | P | GZ | GS | + / – | Pkt |
| -- | ------------- | - | - | - | - | -- | -- | ----- | --- |
| 1. | Szkocja       | 8 | 4 | 3 | 1 | 14 | 7  | +7    | 11  |
| 2. | Szwajcaria    | 8 | 4 | 2 | 2 | 19 | 7  | +12   | 10  |
| 3. | Rumunia       | 8 | 4 | 2 | 2 | 13 | 7  | +6    | 10  |
| 4. | Bułgaria      | 8 | 3 | 3 | 2 | 15 | 8  | +7    | 9   |
| 5. | San Marino    | 8 | 0 | 0 | 8 | 1  | 33 | -32   | 0   |

|            | Szkocja | Szwajcaria | Rumunia | Bułgaria | San Marino |
| ---------- | ------- | ---------- | ------- | -------- | ---------- |
| Szkocja    | –       | 2:1        | 2:1     | 1:1      | 4:0        |
| Szwajcaria | 2:2     | –          | 0:0     | 2:0      | 7:0        |
| Rumunia    | 1:0     | 1:0        | –       | 0:3      | 6:0        |
| Bułgaria   | 1:1     | 2:3        | 1:1     | –        | 4:0        |
| San Marino | 0:2     | 0:4        | 1:3     | 0:3      | –          |

### Eliminacje Mistrzostw Świata 1994
W eliminacjach Mistrzostw Świata 1994 reprezentacja San Marino trafiła do grupy z Anglią, Holandią, Norwegią, Polską i Turcją. Sanmaryńczycy zakończyli rozgrywki z 1 punktem i bilansem bramek 2:46.
W pierwszym spotkaniu z Norwegią w Oslo miała miejsce najwyższa porażka w kwalifikacjach - 0:10. W meczu przeciwko Turcji w Ankarze (1:4) pierwszą w historii bramkę z akcji zdobył Nicola Bacciocchi. Rewanż rozegrany 10 marca 1993 w Serravalle zakończył się bezbramkowym remisem. W celu upamiętnienia tego rezultatu sanmaryńscy piłkarze zamówili koszulki z napisem „0:0”, w których występowali przez kilka następnych spotkań, ubierając je pod trykot meczowy. Mecz ten uznaje się za najlepsze dotąd spotkanie reprezentacji. Bohaterem obwołano rezerwowego bramkarza Stefano Muccioliego, który na boisku pojawił się w 7. minucie po tym, jak Pierluigi Benedettini doznał kontuzji stawu łokciowego. Za kluczowe dla wyniku momenty uznano obronę przez niego strzałów Ünala Karamana i Feyyaza Uçara. 28 kwietnia 1993 w wyjazdowym meczu przeciwko Polsce (0:1) jedyna bramka została zdobyta przez Jana Furtoka za pomocą ręki. Sędzia Leslie Mottram błędnie uznał gola. Po spotkaniu Sanmaryńczycy zostali nagrodzeni przez publiczność oklaskami. Przegląd Sportowy opatrzył relację meczową tytułem Ale kino! 1:0 z San Marino, zaś sanmaryńscy dziennikarze określili to spotkanie mianem Furto(k) (wł. kradzież).
Dwa ostatnie mecze eliminacyjne przeciwko Anglii i Holandii San Marino w roli gospodarza rozegrało na stadionie Renato Dall'Ara we włoskiej Bolonii. Decyzję tę podjęto z obawy przed zamieszkami wywołanymi przez przyjezdnych pseudokibiców. W meczu z Anglią Davide Gualtieri w wyniku błędu obrońcy Stuarta Pearce'a zdobył gola po upływie 8,3 sekundy od rozpoczęcia spotkania. Do 11 października 2016 była to najszybciej zdobyta bramka meczach reprezentacyjnych w strefie UEFA i ogółem w historii kwalifikacji i turniejów finałowych Mistrzostw Świata. Nazajutrz Daily Mirror opatrzył okładkę zdjęciem Gualtieriego i tytułem End of the world (ang. Koniec świata). Reprezentacji Anglii do uzyskania awansu potrzebna była siedmiobramkowa wygrana przy jednoczesnym braku zwycięstwa Holandii w meczu z Polską. Żaden z tych warunków nie został spełniony, przez co Anglia zajęła w grupie 3. miejsce.
Grupa 2
| #  | Reprezentacja | M  | Z | R | P | GZ | GS | + / – | Pkt |
| -- | ------------- | -- | - | - | - | -- | -- | ----- | --- |
| 1. | Norwegia      | 10 | 7 | 2 | 1 | 25 | 5  | +20   | 16  |
| 2. | Holandia      | 10 | 6 | 3 | 1 | 29 | 9  | +20   | 15  |
| 3. | Anglia        | 10 | 5 | 3 | 2 | 26 | 9  | +17   | 13  |
| 4. | Polska        | 10 | 3 | 2 | 5 | 10 | 15 | -5    | 8   |
| 5. | Turcja        | 10 | 3 | 1 | 6 | 11 | 19 | -8    | 7   |
| 6. | San Marino    | 10 | 0 | 1 | 9 | 2  | 46 | -44   | 1   |

|            | Norwegia | Holandia | Anglia | Polska | Turcja | San Marino |
| ---------- | -------- | -------- | ------ | ------ | ------ | ---------- |
| Norwegia   | –        | 2:1      | 2:0    | 1:0    | 3:1    | 10:0       |
| Holandia   | 0:0      | –        | 2:0    | 2:2    | 3:1    | 6:0        |
| Anglia     | 1:1      | 2:2      | –      | 3:0    | 4:0    | 6:0        |
| Polska     | 0:3      | 1:3      | 1:1    | –      | 1:0    | 1:0        |
| Turcja     | 2:1      | 1:3      | 0:2    | 2:1    | –      | 4:1        |
| San Marino | 0:2      | 0:7      | 1:7    | 0:3    | 0:0    | –          |

### Eliminacje Mistrzostw Europy 1996
Reprezentacja San Marino rywalizowała w grupie 8 z Finlandią, Grecją, Rosją, Szkocją oraz Wyspami Owczymi. San Marino przegrało wszystkie kwalifikacyjne spotkania zdobywając 2 bramki i tracąc 36.
Przed rozpoczęciem eliminacji liczono na korzystny wynik w rywalizacji w Wyspami Owczymi. Obie federacje znalazły się w jednej grupie wskutek zmian politycznych w Europie i włączeniu w szeregi UEFA 11 nowych członków, przez co nie były losowane z tego samego, ostatniego koszyka. W spotkaniu w Toftir Sanmaryńczycy przegrali 0:3, co jest najwyższym zwycięstwem Wysp Owczych w meczach kwalifikacji mistrzostw Europy. Rewanż w Serravalle zakończył się porażką 1:3. Bramkę dla San Marino zdobył obrońca Mauro Valentini. W wyjazdowym meczu przeciwko Finlandii w Helsinkach (1:4) drugiego w kwalifikacjach gola strzelił Pier Domenico Della Valle. Po zakończeniu rozgrywek Massimo Bonini zakończył karierę piłkarską.
Grupa 8
| #  | Reprezentacja | M  | Z | R | P  | GZ | GS | + / – | Pkt |
| -- | ------------- | -- | - | - | -- | -- | -- | ----- | --- |
| 1. | Rosja         | 10 | 8 | 2 | 0  | 34 | 5  | +29   | 26  |
| 2. | Szkocja       | 10 | 7 | 2 | 1  | 19 | 3  | +16   | 23  |
| 3. | Grecja        | 10 | 6 | 0 | 4  | 23 | 9  | +14   | 18  |
| 4. | Finlandia     | 10 | 5 | 0 | 5  | 18 | 18 | 0     | 15  |
| 5. | Wyspy Owcze   | 10 | 2 | 0 | 8  | 10 | 35 | -25   | 6   |
| 6. | San Marino    | 10 | 0 | 0 | 10 | 2  | 36 | -34   | 0   |

|             | Rosja | Szkocja | Grecja | Finlandia | Wyspy Owcze | San Marino |
| ----------- | ----- | ------- | ------ | --------- | ----------- | ---------- |
| Rosja       | –     | 0:0     | 2:1    | 3:1       | 3:0         | 4:0        |
| Szkocja     | 1:1   | –       | 1:0    | 1:0       | 5:1         | 5:0        |
| Grecja      | 0:3   | 1:0     | –      | 4:0       | 5:0         | 2:0        |
| Finlandia   | 0:6   | 0:2     | 2:1    | –         | 5:0         | 4:1        |
| Wyspy Owcze | 2:5   | 0:2     | 1:5    | 0:4       | –           | 3:0        |
| San Marino  | 0:7   | 0:2     | 0:4    | 0:2       | 1:3         | –          |

### Eliminacje Mistrzostw Świata 1998
Przed eliminacjami Mistrzostw Świata 1998 San Marino trafiło do grupy eliminacyjnej z Belgią, Holandią, Turcją i Walią. Reprezentację prowadził podczas kwalifikacji Massimo Bonini, który objął funkcję selekcjonera rok po zakończeniu kariery zawodniczej.
San Marino przegrało wszystkie spotkania różnicą przynajmniej 3 bramek, po raz pierwszy w historii nie zdobywając gola. Średnia bramek straconych na mecz wyniosła 5,25. Najwyższa porażka miała miejsce w wyjazdowym spotkaniu z Turcją - 0:7. W meczu przeciwko Belgii w Serravalle w reprezentacji zadebiutowali jedni z najbardziej zasłużonych dla drużyny narodowej zawodników: Simone Bacciocchi (60 A), Federico Gasperoni (41 A) oraz Damiano Vannucci (69 A). Ostateczny wynik kwalifikacji, zważywszy nawet skromne oczekiwania w San Marino, uznano za rozczarowujący.
Grupa 7
| #  | Reprezentacja | M | Z | R | P | GZ | GS | + / – | Pkt |
| -- | ------------- | - | - | - | - | -- | -- | ----- | --- |
| 1. | Holandia      | 8 | 6 | 1 | 1 | 26 | 4  | +22   | 19  |
| 2. | Belgia        | 8 | 6 | 0 | 2 | 20 | 11 | +9    | 18  |
| 3. | Turcja        | 8 | 4 | 2 | 2 | 21 | 9  | +12   | 14  |
| 4. | Walia         | 8 | 2 | 1 | 5 | 20 | 21 | -1    | 7   |
| 5. | San Marino    | 8 | 0 | 0 | 8 | 0  | 42 | -42   | 0   |

|            | Holandia | Belgia | Turcja | Walia | San Marino |
| ---------- | -------- | ------ | ------ | ----- | ---------- |
| Holandia   | –        | 3:1    | 0:0    | 7:1   | 4:0        |
| Belgia     | 0:3      | –      | 2:1    | 3:2   | 6:0        |
| Turcja     | 1:0      | 1:3    | –      | 6:4   | 7:0        |
| Walia      | 1:3      | 1:2    | 0:0    | –     | 6:0        |
| San Marino | 0:6      | 0:3    | 0:5    | 0:5   | –          |

### Eliminacje Mistrzostw Europy 2000
Przed rozpoczęciem eliminacji Mistrzostw Europy 2000 w Belgii i Holandii stanowisko selekcjonera objął asystent Massimo Boniniego Giampaolo Mazza. San Marino znalazło się w grupie 6 z Austrią, Cyprem, Hiszpanią i Izraelem.
San Marino zakończyło kwalifikacje z zerowym dorobkiem punktowym i bilansem bramkowym 1:44. W meczach wyjazdowych reprezentacja traciła średnio 7 bramek na spotkanie. Najwyższa porażka miała miejsce w wyjazdowym meczu z Hiszpanią - 0:9, najniższa to wynik 0:1 z Cyprem u siebie. Był to zarazem pierwszy mecz od 1993 roku, w którym San Marino straciło nie więcej niż 1 gola. W spotkaniach przeciwko San Marino Josi Benajun, Luis Enrique, Raúl i Ivica Vastić uzyskiwali hat-trick. W meczu z Izraelem (0:5) w reprezentacji zadebiutował napastnik Andy Selva, który jest rekordzistą pod względem rozegranych spotkań oraz strzelonych bramek. W meczu z Austrią (1:4) w Serravalle zdobył on gola z rzutu karnego.
Grupa 6
| #  | Reprezentacja | M | Z | R | P | GZ | GS | + / – | Pkt |
| -- | ------------- | - | - | - | - | -- | -- | ----- | --- |
| 1. | Hiszpania     | 8 | 7 | 0 | 1 | 42 | 5  | +37   | 21  |
| 2. | Izrael        | 8 | 4 | 1 | 3 | 25 | 9  | +16   | 13  |
| 3. | Austria       | 8 | 4 | 1 | 3 | 19 | 20 | -1    | 13  |
| 4. | Cypr          | 8 | 4 | 0 | 4 | 12 | 21 | -9    | 12  |
| 5. | San Marino    | 8 | 0 | 0 | 8 | 1  | 44 | -43   | 0   |

|            | Hiszpania | Izrael | Austria | Cypr | San Marino |
| ---------- | --------- | ------ | ------- | ---- | ---------- |
| Hiszpania  | –         | 3:0    | 9:0     | 8:0  | 9:0        |
| Izrael     | 1:2       | –      | 5:0     | 3:0  | 8:0        |
| Austria    | 1:3       | 1:1    | –       | 3:1  | 7:0        |
| Cypr       | 3:2       | 3:2    | 0:3     | –    | 4:0        |
| San Marino | 0:6       | 0:5    | 1:4     | 0:1  | –          |

### Eliminacje Mistrzostw Świata 2002
San Marino grało w grupie 6, gdzie za rywali miało Belgię, Chorwację, Łotwę i Szkocję. Eliminacje zakończyły się zdobyciem 1 punktu i strzeleniem 3 bramek, co jest najlepszym osiągnięciem w historii. W 2000 roku FSGC zamieściła ogłoszenia we włoskiej i światowej prasie, w których poszukiwała chętnych do gry w reprezentacji zawodników pochodzenia sanmaryńskiego. Otrzymano zgłoszenie piłkarza występującego w National Soccer League, jednak jego akces odrzucono z powodu zbyt dużej odległości i wysokich kosztów przelotów
W wyjazdowym meczu przeciwko Łotwie w Rydze San Marino zremisowało 1:1 po bramce Nicoli Albaniego. Był to pierwszy wyjazdowy mecz reprezentacji o punkty, w którym nie doznała ona porażki. Media łotewskie nazwały ten rezultat największą kompromitacją tamtejszej piłki nożnej. Trener Gary Johnson po zakończeniu spotkania zaatakował fizycznie jednego z dziennikarzy. Nazajutrz LFF ogłosiła jego odejście ze stanowiska. Najwyższej porażki Sanmaryńczycy doznali w spotkaniu z Belgią w Brukseli przegrywając 1:10. Bramkę dla San Marino zdobył z rzutu wolnego Andy Selva. Sprawozdawca komentujący mecz dla belgijskiego kanału La Une określił tego gola mianem magnifique but (fr. cudowny gol), natomiast brytyjskie dzienniki The Herald i The Independent nazwały go spectacular free-kick (ang. spektakularny rzut wolny). W rewanżu w Serravalle, przegranym 1:4, bramkę zdobył również Selva.
Grupa 6
| #  | Reprezentacja | M | Z | R | P | GZ | GS | + / – | Pkt |
| -- | ------------- | - | - | - | - | -- | -- | ----- | --- |
| 1. | Chorwacja     | 8 | 5 | 3 | 0 | 15 | 2  | +13   | 18  |
| 2. | Belgia        | 8 | 5 | 2 | 1 | 25 | 6  | +19   | 17  |
| 3. | Szkocja       | 8 | 4 | 3 | 1 | 12 | 6  | +6    | 15  |
| 4. | Łotwa         | 8 | 1 | 1 | 6 | 5  | 16 | -11   | 4   |
| 5. | San Marino    | 8 | 0 | 1 | 7 | 3  | 30 | -27   | 1   |

|            | Chorwacja | Belgia | Szkocja | Łotwa | San Marino |
| ---------- | --------- | ------ | ------- | ----- | ---------- |
| Chorwacja  | –         | 1:0    | 1:1     | 4:1   | 4:0        |
| Belgia     | 0:0       | –      | 2:0     | 3:1   | 10:1       |
| Szkocja    | 0:0       | 2:2    | –       | 2:1   | 4:0        |
| Łotwa      | 0:1       | 0:4    | 0:1     | –     | 1:1        |
| San Marino | 0:4       | 1:4    | 0:2     | 0:1   | –          |

### Eliminacje Mistrzostw Europy 2004
Podczas eliminacji Mistrzostw Europy 2004 w Portugalii reprezentacja San Marino rywalizowała w grupie 4 z Łotwą, Polską, Szwecją oraz Węgrami. Po raz drugi w historii kwalifikacje zakończyły się zarówno zerowym dorobkiem punktowym jak i bramkowym.
W meczu z Łotwą w Serravalle San Marino przegrało 0:1 po samobójczej bramce Carlo Valentiniego w czasie doliczonym do drugiej połowy. W spotkaniu przeciwko Węgrom na Stadionie Olimpijskim (0:5) Andy Selva nie wykorzystał rzutu karnego, strzelając nad poprzeczką. W meczach przeciwko Polsce Sanmaryńczycy ulegli dwukrotnie przegrywając 0:2 u siebie oraz 0:5 na wyjeździe. Najwyższa porażka w kwalifikacjach miała miejsce w domowym spotkaniu przeciwko Szwecji - 0:6.
Grupa 4
| #  | Reprezentacja | M | Z | R | P | GZ | GS | + / – | Pkt |
| -- | ------------- | - | - | - | - | -- | -- | ----- | --- |
| 1. | Szwecja       | 8 | 5 | 2 | 1 | 19 | 3  | +16   | 17  |
| 2. | Łotwa         | 8 | 5 | 1 | 2 | 10 | 6  | +4    | 16  |
| 3. | Polska        | 8 | 4 | 1 | 3 | 11 | 7  | +4    | 13  |
| 4. | Węgry         | 8 | 3 | 2 | 3 | 15 | 9  | +6    | 11  |
| 5. | San Marino    | 8 | 0 | 0 | 8 | 0  | 30 | -30   | 0   |

|            | Szwecja | Łotwa | Polska | Węgry | San Marino |
| ---------- | ------- | ----- | ------ | ----- | ---------- |
| Szwecja    | –       | 0:1   | 3:0    | 1:1   | 5:0        |
| Łotwa      | 0:0     | –     | 0:2    | 3:1   | 3:0        |
| Polska     | 0:2     | 0:1   | –      | 0:0   | 5:0        |
| Węgry      | 1:2     | 3:1   | 1:2    | –     | 3:0        |
| San Marino | 0:6     | 0:1   | 0:2    | 0:5   | –          |

### Eliminacje Mistrzostw Świata 2006
W eliminacjach Mistrzostw Świata 2006 reprezentacja San Marino trafiła do grupy z Belgią, Bośnią i Hercegowiną, Hiszpanią, Litwą i Serbią i Czarnogórą.
San Marino poniosło porażki we wszystkich 10 meczach i osiągnęło bilans bramkowy 2:40. Obydwie bramki w tych kwalifikacjach zdobył Andy Selva w spotkaniach z Belgią oraz Bośnią i Hercegowiną. Najwyższa przegrana miała miejsce w potyczce z Belgią w Antwerpii (0:8), najniższe w meczach przeciwko Belgii (1:2) i Litwie (0:1) w Serravalle. Przed wyjazdowym meczem z Hiszpanią trener Luis Aragonés oznajmił na konferencji prasowej, iż gra z przeciwnikami, którzy prezentują tak niski poziom sportowy jest dla jego drużyny bezcelowa. Po zakończeniu przegranej 0:5 rywalizacji sanmaryńscy piłkarze zostali przez publiczność na Estadio de los Juegos Mediterráneos nagrodzeni brawami.
Grupa 7
| #  | Reprezentacja        | M  | Z | R | P  | GZ | GS | + / – | Pkt |
| -- | -------------------- | -- | - | - | -- | -- | -- | ----- | --- |
| 1. | Serbia i Czarnogóra  | 10 | 6 | 4 | 0  | 16 | 1  | +15   | 22  |
| 2. | Hiszpania            | 10 | 5 | 5 | 0  | 19 | 3  | +16   | 20  |
| 3. | Bośnia i Hercegowina | 10 | 4 | 4 | 2  | 12 | 9  | +3    | 16  |
| 4. | Belgia               | 10 | 3 | 3 | 4  | 16 | 11 | +5    | 12  |
| 5. | Litwa                | 10 | 2 | 4 | 4  | 8  | 9  | -1    | 10  |
| 6. | San Marino           | 10 | 0 | 0 | 10 | 2  | 40 | -38   | 0   |

|                      | Serbia i Czarnogóra | Hiszpania | Bośnia i Hercegowina | Belgia | Litwa | San Marino |
| -------------------- | ------------------- | --------- | -------------------- | ------ | ----- | ---------- |
| Serbia i Czarnogóra  | –                   | 0:0       | 1:0                  | 0:0    | 2:0   | 5:0        |
| Hiszpania            | 1:1                 | –         | 1:1                  | 2:0    | 1:0   | 5:0        |
| Bośnia i Hercegowina | 0:0                 | 1:1       | –                    | 1:0    | 1:1   | 3:0        |
| Belgia               | 0:2                 | 0:2       | 4:1                  | –      | 1:1   | 8:0        |
| Litwa                | 0:2                 | 0:0       | 0:1                  | 1:1    | –     | 4:0        |
| San Marino           | 0:3                 | 0:6       | 1:3                  | 1:2    | 0:1   | –          |

### Eliminacje Mistrzostw Europy 2008
San Marino rywalizowało w 7-zespołowej grupie D z Cyprem, Czechami, Irlandią, Niemcami, Słowacją oraz Walią. Reprezentacja San Marino zakończyła kwalifikacje z zerowym dorobkiem punktowym i bilansem goli 2:57. Po jednej bramce zdobyli napastnicy Andy Selva i Manuel Marani.
6 września 2006 w inauguracyjnym meczu Sanmaryńczycy przegrali w Serravalle 0:13 z Niemcami. Jest to najwyższa porażka reprezentacji San Marino oraz najwyższe zwycięstwo odnotowane w meczach o punkty w strefie UEFA. Ponadto reprezentacja Niemiec odniosła najwyższe zwycięstwo od 1912 roku. W 88. minucie przy stanie 0:12 arbiter podyktował rzut karny, który wykonać chciał bramkarz Jens Lehmann. Po sugestiach graczy San Marino, iż jest to próba upokorzenia rywala oraz naruszenie zasad fair play, zrezygnował z tego zamiaru. W meczu z Irlandią na Stadionie Olimpijskim Manuel Marani w 86. minucie wykorzystał błąd bramkarza Wayne’a Hendersona i skierował piłkę do opuszczonej przez niego bramki, wyrównując stan spotkania na 1:1. Wynik ten utrzymał się przez 8,5 minuty, do momentu zdobycia bramki przez Stephena Irelanda w 5. minucie doliczonego czasu gry. Ogółem Sanmaryńczycy przegrali wszystkie spotkania tracąc średnio 4,75 gola na mecz. Andy Selva był najczęściej faulowanym zawodnikiem spośród wszystkich graczy biorących udział w eliminacjach.
13 grudnia 2006 obrońca reprezentacji San Marino Federico Crescentini podczas urlopu w Acapulco utonął w Oceanie Spokojnym. Pomógł on wydostać się na brzeg swojej partnerce, jednak w wyniku fizycznego wyczerpania organizmu sam został pochłonięty przez prąd oceaniczny. Prywatnie był on bratankiem prezesa FSGC Giorgio Crescentiniego, na wniosek którego w lutym 2007 roku przed rozpoczęciem meczu z Irlandią uczczono jego pamięć minutą ciszy.
Grupa D
| #  | Reprezentacja | M  | Z | R | P  | GZ | GS | + / – | Pkt |
| -- | ------------- | -- | - | - | -- | -- | -- | ----- | --- |
| 1. | Czechy        | 12 | 9 | 2 | 1  | 27 | 5  | +22   | 29  |
| 2. | Niemcy        | 12 | 8 | 3 | 1  | 35 | 7  | +28   | 27  |
| 3. | Irlandia      | 12 | 4 | 5 | 3  | 17 | 14 | +3    | 17  |
| 4. | Słowacja      | 12 | 5 | 1 | 6  | 33 | 23 | +10   | 16  |
| 5. | Walia         | 12 | 4 | 3 | 5  | 18 | 19 | -1    | 15  |
| 6. | Cypr          | 12 | 4 | 2 | 6  | 17 | 24 | -7    | 14  |
| 7. | San Marino    | 12 | 0 | 0 | 12 | 2  | 57 | -55   | 0   |

|            | Czechy | Niemcy | Irlandia | Słowacja | Walia | Cypr | San Marino |
| ---------- | ------ | ------ | -------- | -------- | ----- | ---- | ---------- |
| Czechy     | –      | 1:2    | 1:0      | 3:1      | 2:1   | 1:0  | 7:0        |
| Niemcy     | 0:3    | –      | 1:0      | 2:1      | 0:0   | 4:0  | 6:0        |
| Irlandia   | 0:0    | 1:1    | –        | 1:0      | 1:0   | 1:1  | 5:0        |
| Słowacja   | 0:3    | 1:4    | 2:2      | –        | 2:5   | 6:1  | 7:0        |
| Walia      | 0:0    | 0:2    | 2:2      | 1:5      | –     | 3:1  | 3:0        |
| Cypr       | 0:2    | 1:1    | 5:2      | 1:3      | 3:1   | –    | 3:0        |
| San Marino | 0:3    | 0:13   | 1:2      | 0:5      | 1:2   | 0:1  | –          |

### Eliminacje Mistrzostw Świata 2010
Podczas eliminacji Mistrzostw Świata 2010 reprezentacja San Marino grała w grupie z Czechami, Irlandią Północną, Polską, Słowacją i Słowenią. Wszystkie spotkania zakończyły się porażkami z ogólnym bilansem bramek 1:47. Jedynego w kwalifikacjach gola zdobył Andy Selva w meczu ze Słowacją na Stadionie Olimpijskim (1:3). Jedyny raz w historii w żadnym ze spotkań rozegranych u siebie Sanmaryńczycy nie stracili więcej niż 3 bramki.
Na inaugurację rozgrywek San Marino przegrało w Serravalle 0:2 z Polską. W 4. minucie spotkania Andy Selva nie wykorzystał rzutu karnego podyktowanego za faul Grzegorza Wojtkowiaka na nim samym, który obronił Łukasz Fabiański. W rewanżu rozegranym w Kielcach Sanmaryńczycy doznali najwyższej w kwalifikacjach porażki przegrywając 0:10. Wynik ten jest najwyższym w historii zwycięstwem odniesionym przez reprezentację Polski. Drugie w kolejności najwyższe przegrane miały miejsce w grach wyjazdowych przeciwko Czechom i Słowacji, zakończone dwukrotnie wynikiem 0:7.
Przed ostatnią kolejką kwalifikacji czeski dziennik Blesk zaoferował piłkarzom reprezentacji San Marino 1 milion koron czeskich lub taką ilość piwa, jaką zdołają wypić za zwycięstwo w meczu ze Słowenią, co byłoby korzystnym wynikiem dla reprezentacji Czech. Spotkanie zakończyło się porażką San Marino 0:3.
Grupa 3
| #  | Reprezentacja     | M  | Z | R | P  | GZ | GS | + / – | Pkt |
| -- | ----------------- | -- | - | - | -- | -- | -- | ----- | --- |
| 1. | Słowacja          | 10 | 7 | 1 | 2  | 22 | 10 | +12   | 22  |
| 2. | Słowenia          | 10 | 6 | 2 | 2  | 18 | 4  | +14   | 20  |
| 3. | Czechy            | 10 | 4 | 4 | 2  | 17 | 6  | +11   | 16  |
| 4. | Irlandia Północna | 10 | 4 | 3 | 3  | 13 | 9  | +4    | 15  |
| 5. | Polska            | 10 | 3 | 2 | 5  | 19 | 14 | +5    | 11  |
| 6. | San Marino        | 10 | 0 | 0 | 10 | 1  | 47 | -46   | 0   |

|                   | Słowacja | Słowenia | Czechy | Irlandia Północna | Polska | San Marino |
| ----------------- | -------- | -------- | ------ | ----------------- | ------ | ---------- |
| Słowacja          | –        | 0:2      | 2:2    | 2:1               | 2:1    | 7:0        |
| Słowenia          | 2:1      | –        | 0:0    | 2:0               | 3:0    | 5:0        |
| Czechy            | 1:2      | 1:0      | –      | 0:0               | 2:0    | 7:0        |
| Irlandia Północna | 0:2      | 1:0      | 0:0    | –                 | 3:2    | 4:0        |
| Polska            | 0:1      | 1:1      | 2:1    | 1:1               | –      | 10:0       |
| San Marino        | 1:3      | 0:3      | 0:3    | 0:3               | 0:2    | –          |

### Eliminacje Mistrzostw Europy 2012
Reprezentacja San Marino znalazła się w grupie z Finlandią, Holandią, Mołdawią, Szwecją oraz Węgrami. Po raz trzeci w historii Sanmaryńczycy nie zdobyli podczas eliminacji ani jednej bramki jak również ani jednego punktu.
We wrześniu 2010 roku w meczu ze Szwecją w Malmö (0:6) bliźniacy Aldo i Davide Simoncini zdobyli po bramce samobójczej, co de facto oznacza również, iż Davide pokonał samobójczym strzałem swojego brata bliźniaka. Są to jedyne udokumentowane tego typu przypadki w profesjonalnej piłce nożnej. 6 września 2011, przed meczem rewanżowym w Serravalle (0:5), bramkarz Federico Valentini zmuszony był o poranku opuścić swoje stanowisko pracy w banku, by zastąpić kontuzjowanego Aldo Simonciniego.
2 września 2011 w wyjazdowym meczu przeciwko Holandii w Eindhoven San Marino przegrało 0:11, co jest drugą najwyższą w historii porażką reprezentacji i jednocześnie najwyższym zwycięstwem odniesionym przez Holandię. W meczu z Mołdawią w Kiszyniowie (0:4) pomocnik Matteo Vitaioli zdobył w 4. minucie bramkę, która decyzją sędziego Petura Reinerta nie została uznana ze względu na pozycję spaloną. Ogółem w 10 spotkaniach San Marino traciło średnio 5,3 gola na mecz, w grach wyjazdowych zaś średnia ta wyniosła 7,4 bramki. Według oficjalnych statystyk UEFA reprezentacja San Marino oddała w kwalifikacjach łącznie 11 celnych strzałów na bramkę.
Grupa E
| #  | Reprezentacja | M  | Z | R | P  | GZ | GS | + / – | Pkt |
| -- | ------------- | -- | - | - | -- | -- | -- | ----- | --- |
| 1. | Holandia      | 10 | 9 | 0 | 1  | 37 | 8  | +29   | 27  |
| 2. | Szwecja       | 10 | 8 | 0 | 2  | 31 | 11 | +20   | 24  |
| 3. | Węgry         | 10 | 6 | 1 | 3  | 22 | 14 | +8    | 19  |
| 4. | Finlandia     | 10 | 3 | 1 | 6  | 16 | 16 | 0     | 10  |
| 5. | Mołdawia      | 10 | 3 | 0 | 7  | 12 | 16 | -4    | 9   |
| 6. | San Marino    | 10 | 0 | 0 | 10 | 0  | 53 | -53   | 0   |

|            | Holandia | Szwecja | Węgry | Finlandia | Mołdawia | San Marino |
| ---------- | -------- | ------- | ----- | --------- | -------- | ---------- |
| Holandia   | –        | 4:1     | 5:3   | 2:1       | 1:0      | 11:0       |
| Szwecja    | 3:2      | –       | 2:0   | 5:0       | 2:1      | 6:0        |
| Węgry      | 0:4      | 2:1     | –     | 0:0       | 2:1      | 8:0        |
| Finlandia  | 0:2      | 1:2     | 1:2   | –         | 4:1      | 8:0        |
| Mołdawia   | 0:1      | 1:4     | 0:2   | 2:0       | –        | 4:0        |
| San Marino | 0:5      | 0:5     | 0:3   | 0:1       | 0:2      | –          |

### Eliminacje Mistrzostw Świata 2014
Podczas eliminacji Mistrzostw Świata 2014 San Marino grało w grupie z Anglią, Czarnogórą, Mołdawią, Polską oraz Ukrainą. San Marino przegrało wszystkie spotkania kończąc kwalifikacje z jednym zdobytym golem i ogólnym bilansem bramkowym -53.
Najwyższe porażki miały miejsce w meczach przeciwko Ukrainie (0:9 na wyjeździe i 0:8 u siebie) oraz Anglii (0:8 u siebie). Jedyną bramkę zdobył dla San Marino obrońca Alessandro Della Valle, który w meczu z Polską w Serravalle (1:5) pokonał strzałem głową Artura Boruca. Przerwał on tym samym trwającą 5 lat serię 25 kolejnych spotkań bez zdobytego gola w meczach kwalifikacyjnych. Podczas meczu z Anglią na Stadionie Wembley (0:5) w wyniku ataku bramkarza Aldo Simonciniego Theo Walcott został bezpośrednio z boiska odwieziony na obserwację do szpitala. Media sportowe porównały to zajście do faulu Haralda Schumachera na Patricku Battistonie z Mistrzostw Świata 1982 i zainicjowały dyskusję o zaostrzeniu przepisów w podobnych przypadkach. Trener Roy Hodgson po spotkaniu podał w wątpliwość sens rozgrywania meczów przeciwko rywalom prezentującym poziom San Marino.
Sanmaryńczycy zajęli w kwalifikacjach pierwsze miejsce w klasyfikacji liczby otrzymanych żółtych kartek (36 w 10 spotkaniach). Dwa dni po zakończeniu eliminacji Giampaolo Mazza zrezygnował z funkcji selekcjonera reprezentacji.
Grupa H
| #  | Reprezentacja | M  | Z | R | P  | GZ | GS | + / – | Pkt |
| -- | ------------- | -- | - | - | -- | -- | -- | ----- | --- |
| 1. | Anglia        | 10 | 6 | 4 | 0  | 31 | 4  | +27   | 22  |
| 2. | Ukraina       | 10 | 6 | 3 | 1  | 28 | 4  | +24   | 21  |
| 3. | Czarnogóra    | 10 | 4 | 3 | 3  | 18 | 17 | +1    | 15  |
| 4. | Polska        | 10 | 3 | 4 | 3  | 18 | 12 | +6    | 13  |
| 5. | Mołdawia      | 10 | 3 | 2 | 5  | 12 | 17 | -5    | 11  |
| 6. | San Marino    | 10 | 0 | 0 | 10 | 1  | 54 | -53   | 0   |

|            | Anglia | Ukraina | Czarnogóra | Polska | Mołdawia | San Marino |
| ---------- | ------ | ------- | ---------- | ------ | -------- | ---------- |
| Anglia     | –      | 1:1     | 4:1        | 2:0    | 4:0      | 5:0        |
| Ukraina    | 0:0    | –       | 0:1        | 1:0    | 2:1      | 9:0        |
| Czarnogóra | 1:1    | 0:4     | –          | 2:2    | 2:5      | 3:0        |
| Polska     | 1:1    | 1:3     | 1:1        | –      | 2:0      | 5:0        |
| Mołdawia   | 0:5    | 0:0     | 0:1        | 1:1    | –        | 3:0        |
| San Marino | 0:8    | 0:8     | 0:6        | 1:5    | 0:2      | –          |

### Eliminacje Mistrzostw Europy 2016
San Marino rywalizowało w grupie E z Anglią, Estonią, Litwą, Słowenią oraz Szwajcarią. Od lutego 2014 roku reprezentację prowadził Pier Angelo Manzaroli. Kwalifikacje zakończyły się wywalczeniem 1 punktu w 10 spotkaniach oraz zdobyciem 1 bramki, co było najlepszym osiągnięciem od 2001 roku (eliminacje Mistrzostw Świata 2002).
Jedyny w eliminacjach punkt zdobyty został 15 listopada 2014 w spotkaniu przeciwko Estonii w Serravalle, które zakończyło się rezultatem 0:0. Było to zarazem pierwszy mecz bez przegranej od 28 kwietnia 2004, kończący serię 61 kolejnych porażek. W spotkaniu z Litwą w Wilnie (1:2) Sanmaryńczycy zdobyli bramkę, którą strzelił w 55. minucie z rzutu wolnego pomocnik Matteo Vitaioli. Był to pierwszy gol zdobyty w kwalifikacyjnym meczu wyjazdowym od 2001 roku. Decydującą bramkę San Marino straciło w doliczonym do drugiej połowy czasie gry po strzale Lukasa Spalvisa. W marcu 2015 roku przed rozpoczęciem przygotowań do meczu przeciwko Słowenii piłkarze reprezentacji San Marino, wspierani przez związek piłkarzy sanmaryńskich (Associazione Sammarinese Calciatori), ogłosili trwający 5 dni strajk. Oznajmili, iż rozważają zbojkotowanie spotkania ze względu na konflikt z FSGC. Dotyczył on braku wystarczającego wsparcia ze strony federacji w zakresie finansowym i organizacyjnym oraz zmiany jej statutu na bardziej korzystny dla praw i interesów graczy. Po spotkaniu rady drużyny z przedstawicielami władz sportowych spór zażegnano.
Ze średnią 1,1 celnych strzałów na mecz San Marino zajęło w tej klasyfikacji przedostatnią lokatę spośród wszystkich reprezentacji biorących udział w kwalifikacjach.
Grupa E
| #  | Reprezentacja | M  | Z  | R | P | GZ | GS | + / – | Pkt |
| -- | ------------- | -- | -- | - | - | -- | -- | ----- | --- |
| 1. | Anglia        | 10 | 10 | 0 | 0 | 31 | 3  | +28   | 30  |
| 2. | Szwajcaria    | 10 | 7  | 0 | 3 | 24 | 8  | +16   | 21  |
| 3. | Słowenia      | 10 | 5  | 1 | 4 | 18 | 11 | +7    | 16  |
| 4. | Estonia       | 10 | 3  | 1 | 6 | 4  | 9  | -5    | 10  |
| 5. | Litwa         | 10 | 3  | 1 | 6 | 7  | 18 | -11   | 10  |
| 6. | San Marino    | 10 | 0  | 1 | 9 | 1  | 36 | -35   | 1   |

|            | Anglia | Szwajcaria | Słowenia | Estonia | Litwa | San Marino |
| ---------- | ------ | ---------- | -------- | ------- | ----- | ---------- |
| Anglia     | –      | 2:0        | 3:1      | 2:0     | 4:0   | 5:0        |
| Szwajcaria | 0:2    | –          | 3:2      | 3:0     | 4:0   | 7:0        |
| Słowenia   | 2:3    | 1:0        | –        | 1:0     | 1:1   | 6:0        |
| Estonia    | 0:1    | 0:1        | 1:0      | –       | 1:0   | 2:0        |
| Litwa      | 0:3    | 1:2        | 0:2      | 1:0     | –     | 2:1        |
| San Marino | 0:6    | 0:4        | 0:2      | 0:0     | 0:2   | –          |

### Eliminacje Mistrzostw Świata 2018
San Marino znalazło się w grupie 3, w której rywalizowało z Azerbejdżanem, Czechami, Irlandią Północną, Niemcami i Norwegią. Kwalifikacje zakończyły się porażkami we wszystkich spotkaniach z bilansem bramkowym 2:51. Średnia goli straconych na mecz wyniosła 5,1.
Najwyższych porażek San Marino doznało w domowych meczach z Niemcami i Norwegią, kiedy to dwukrotnie uległo rywalom w stosunku 0:8. W meczu z Norwegią na Ullevaal Stadion (1:4) wynik spotkania otworzył w 12. minucie samobójczym strzałem obrońca Davide Simoncini, który - po raz drugi w karierze - pokonał w ten sposób swojego brata bliźniaka Aldo. W 54. minucie po przeprowadzonym kontrataku wyrównał Mattia Stefanelli, zaś wynik remisowy utrzymywał się przez 23 minuty, do momentu zdobycia gola przez Adamę Diomandé. Spotkanie to było ostatnim meczem w reprezentacji Andy'ego Selvy, który w kwietniu 2017 roku podczas meczu ligowego doznał zerwania ścięgna Achillesa, po którym przestał otrzymywać powołania.
W meczu przeciwko Azerbejdżanowi w Baku (1:5) drugiego gola w eliminacjach zdobył boczny obrońca Mirko Palazzi, który pokonał strzałem głową Səlahəta Ağayeva. Dla gospodarzy był to pierwszy przypadek w historii, gdy zdobyli 5 bramek w jednym meczu oraz wyrównanie rekordu najwyższego zwycięstwa w meczach oficjalnych. W czterech ostatnich spotkaniach San Marino wystąpiło bez kapitana Matteo Vitaioliego, który został zawieszony przez federację na 3 miesiące za grę w zakładach bukmacherskich. Po zakończeniu kwalifikacji rezygnację ze stanowiska selekcjonera złożył Pierangelo Manzaroli.
Grupa 3
| #  | Reprezentacja     | M  | Z  | R | P  | GZ | GS | + / – | Pkt |
| -- | ----------------- | -- | -- | - | -- | -- | -- | ----- | --- |
| 1. | Niemcy            | 10 | 10 | 0 | 0  | 43 | 4  | +39   | 30  |
| 2. | Irlandia Północna | 10 | 6  | 1 | 3  | 17 | 6  | +11   | 19  |
| 3. | Czechy            | 10 | 4  | 3 | 3  | 17 | 10 | +7    | 15  |
| 4. | Norwegia          | 10 | 4  | 1 | 3  | 17 | 16 | +1    | 13  |
| 5. | Azerbejdżan       | 10 | 3  | 1 | 6  | 10 | 19 | -9    | 10  |
| 6. | San Marino        | 10 | 0  | 0 | 10 | 2  | 51 | -49   | 0   |

|                   | Niemcy | Irlandia Północna | Czechy | Norwegia | Azerbejdżan | San Marino |
| ----------------- | ------ | ----------------- | ------ | -------- | ----------- | ---------- |
| Niemcy            | –      | 3:0               | 2:0    | 6:0      | 5:1         | 7:0        |
| Irlandia Północna | 1:3    | –                 | 2:0    | 2:0      | 4:0         | 4:0        |
| Czechy            | 1:2    | 0:0               | –      | 2:1      | 0:0         | 5:0        |
| Norwegia          | 0:3    | 1:0               | 1:1    | –        | 2:0         | 4:1        |
| Azerbejdżan       | 1:4    | 0:1               | 1:2    | 1:0      | –           | 5:1        |
| San Marino        | 0:8    | 0:3               | 0:6    | 0:8      | 0:1         | –          |

### Eliminacje Mistrzostw Europy 2020
W eliminacjach Mistrzostw Europy 2020 reprezentacja San Marino grała w grupie z Belgią, Cyprem, Kazachstanem, Rosją i Szkocją. Wszystkie spotkania zakończyły się porażkami z ogólnym bilansem bramek 1:51. Reprezentację od stycznia 2018 roku prowadził włoski selekcjoner Franco Varrella.
San Marino w każdym ze spotkań traciło średnio 5,1 gola i oddawało 2,8 strzału na bramkę przeciwnika, w tym 1,2 strzału celnego. Najniższa przegrana miała miejsce w meczach ze Szkocją (0:2) i Kazachstanem (1:3) w Serravalle, najwyższe porażki to dwukrotnie 0:9 w wyjazdowych grach przeciwko Belgii i Rosji. Jedynego w kwalifikacjach gola strzelił Filippo Berardi w 77. minucie meczu przeciwko Kazachstanowi (1:3) na San Marino Stadium, wykorzystując błąd bramkarza rywali Dmitrija Niepogodowa. Była to pierwsza bramka reprezentacji od 17 spotkań i pierwszy gol na własnym boisku od września 2013 roku.
Grupa I
| #  | Reprezentacja | M  | Z  | R | P  | GZ | GS | + / – | Pkt |
| -- | ------------- | -- | -- | - | -- | -- | -- | ----- | --- |
| 1. | Belgia        | 10 | 10 | 0 | 0  | 40 | 3  | +37   | 30  |
| 2. | Rosja         | 10 | 8  | 0 | 2  | 33 | 8  | +25   | 24  |
| 3. | Szkocja       | 10 | 5  | 0 | 5  | 16 | 19 | -3    | 15  |
| 4. | Cypr          | 10 | 3  | 1 | 6  | 15 | 20 | -5    | 10  |
| 5. | Kazachstan    | 10 | 3  | 1 | 6  | 13 | 17 | -4    | 10  |
| 6. | San Marino    | 10 | 0  | 0 | 10 | 1  | 51 | -50   | 0   |

|            | Belgia | Rosja | Szkocja | Cypr | Kazachstan | San Marino |
| ---------- | ------ | ----- | ------- | ---- | ---------- | ---------- |
| Belgia     | –      | 3:1   | 3:0     | 6:1  | 3:0        | 9:0        |
| Rosja      | 1:4    | –     | 4:0     | 1:0  | 1:0        | 9:0        |
| Szkocja    | 0:4    | 1:2   | –       | 2:1  | 3:1        | 6:0        |
| Cypr       | 0:2    | 0:5   | 1:2     | –    | 1:1        | 5:0        |
| Kazachstan | 0:2    | 0:4   | 3:0     | 1:2  | –          | 4:0        |
| San Marino | 0:4    | 0:5   | 0:2     | 0:4  | 1:3        | –          |

### Eliminacje Mistrzostw Świata 2022
W eliminacjach Mistrzostw Świata 2022 reprezentacja San Marino grała w grupie z Albanią, Andorą, Anglią, Polską i Węgrami. Wszystkie spotkania zakończyły się porażkami z ogólnym bilansem bramek 1:46. Reprezentację od listopada 2021 roku prowadził sanmaryński selekcjoner Fabrizio Costantini. San Marino traciło w meczach średnio 4,6 gola.
Najniższa przegrana miała miejsce w meczu z Albanią (0:2) w Sarravalle i w meczu wyjazdowym z Andorą (0:2). Najwyższa porażka to 0:10 w meczu z Anglią w Sarravalle. Jedynego w kwalifikacjach gola strzelił Nicola Nanni w 48. minucie meczu przeciwko Polsce (1:7) na San Marino Stadium, wykorzystując błąd obrońcy rywali Kamila Piątkowskiego. Była to pierwsza bramka reprezentacji od 10 spotkań.
Grupa I
| #  | Reprezentacja | M  | Z | R | P  | GZ | GS | + / – | Pkt |
| -- | ------------- | -- | - | - | -- | -- | -- | ----- | --- |
| 1. | Anglia        | 10 | 8 | 2 | 0  | 39 | 3  | +36   | 26  |
| 2. | Polska        | 10 | 6 | 2 | 2  | 30 | 11 | +19   | 20  |
| 3. | Albania       | 10 | 6 | 0 | 4  | 12 | 12 | 0     | 18  |
| 4. | Węgry         | 10 | 5 | 2 | 3  | 19 | 13 | +6    | 13  |
| 5. | Andora        | 10 | 2 | 0 | 8  | 8  | 24 | -16   | 6   |
| 6. | San Marino    | 10 | 0 | 0 | 10 | 1  | 46 | -45   | 0   |

|            | Anglia | Polska | Albania | Węgry | Andora | San Marino |
| ---------- | ------ | ------ | ------- | ----- | ------ | ---------- |
| Anglia     | –      | 2:1    | 5:0     | 1:1   | 4:0    | 5:0        |
| Polska     | 1:1    | –      | 4:1     | 1:2   | 3:0    | 5:0        |
| Albania    | 0:2    | 0:1    | –       | 1:0   | 1:0    | 5:0        |
| Węgry      | 0:4    | 3:3    | 0:1     | –     | 2:1    | 4:0        |
| Andora     | 0:5    | 1:4    | 0:1     | 1:4   | –      | 2:0        |
| San Marino | 0:10   | 1:7    | 0:2     | 0:3   | 0:3    | –          |

Tabelę końcową opracowano na podstawie materiału źródłowego.

### Eliminacje Mistrzostw Europy 2024
W eliminacjach Mistrzostw Europy 2024 reprezentacja San Marino gra w grupie z Danią, Finlandią, Irlandią Północną, Kazachstanem i Słowenią.
Grupa H
| #  | Reprezentacja     | M  | Z | R | P  | GZ | GS | + / – | Pkt |
| -- | ----------------- | -- | - | - | -- | -- | -- | ----- | --- |
| 1. | Dania             | 10 | 7 | 1 | 2  | 19 | 10 | +9    | 22  |
| 2. | Słowenia          | 10 | 7 | 1 | 2  | 20 | 9  | +11   | 22  |
| 3. | Finlandia         | 10 | 6 | 0 | 4  | 18 | 10 | 8     | 18  |
| 4. | Kazachstan        | 10 | 6 | 0 | 4  | 16 | 12 | +4    | 18  |
| 5. | Irlandia Północna | 10 | 3 | 0 | 7  | 9  | 13 | -4    | 9   |
| 6. | San Marino        | 10 | 0 | 0 | 10 | 3  | 31 | -28   | 0   |

|                   | Słowenia | Dania | Kazachstan | Finlandia | Irlandia Północna | San Marino |
| ----------------- | -------- | ----- | ---------- | --------- | ----------------- | ---------- |
| Słowenia          | –        |       |            |           |                   | 2:0        |
| Dania             |          | –     |            | 3:1       |                   |            |
| Kazachstan        | 1:2      | 3:2   | –          |           |                   |            |
| Finlandia         |          |       |            | –         |                   |            |
| Irlandia Północna |          |       |            | 0:1       | –                 |            |
| San Marino        |          |       |            |           | 0:2               | –          |

## Rozgrywki międzynarodowe

### Mistrzostwa świata
- 1930 - 1990 – Nie brała udziału
- 1994 - 2022 – Nie zakwalifikowała się

### Mistrzostwa Europy
- 1960 - 1988 – Nie brała udziału
- 1992 - 2020 – Nie zakwalifikowała się

### Liga Narodów
| Liga Narodów | Liga Narodów | Liga Narodów | Liga Narodów | Liga Narodów | Liga Narodów | Liga Narodów | Liga Narodów | Liga Narodów | Liga Narodów |
| Rok          | Dywizja      | Runda        | Pozycja      | M            | W            | R            | P            | GZ           | GS           |
| ------------ | ------------ | ------------ | ------------ | ------------ | ------------ | ------------ | ------------ | ------------ | ------------ |
| 2018/2019    | D            | Faza grupowa | 4/4          | 6            | 0            | 0            | 6            | 0            | 16           |
| 2020/2021    | D            | Faza grupowa | 4/4          | 4            | 0            | 2            | 2            | 0            | 3            |
| 2022/2023    | D            | Faza grupowa | 4/4          | 4            | 0            | 0            | 4            | 0            | 9            |
| 2024/2025    | D            | -            | 1/3          | 1            | 1            | 0            | 0            | 1            | 0            |
| Razem        | Razem        | Razem        | Razem        | 15           | 1            | 2            | 12           | 1            | 28           |

## Zawodnicy
Profesjonalny zawodnik nie byłby w stanie znosić takich serii jednakowych porażek - z pewnością załamałby się

Piłkarską reprezentację San Marino tworzą w zdecydowanej większości zawodnicy o statusie amatorskim. Łączą oni grę w piłkę nożną i treningi z pracą zawodową, prowadzeniem własnych przedsiębiorstw lub studiami. Piłkarze z obecnego składu drużyny narodowej występują głównie w Campionato Sammarinese. Część zawodników gra we włoskich ligach regionalnych, przerwy pomiędzy rundami wykorzystując na grę w klubach sanmaryńskich, co przynosi im dodatkowe dochody. Jedynymi piłkarzami z obecnej kadry, którzy mają podpisany zawodowy kontrakt są Filippo Berardi (US Vibonese Calcio) oraz Nicola Nanni (Cesena FC). Massimo Bonini i Marco Macina są jedynymi sanmaryńskimi zawodnikami, którzy wystąpili w Serie A. Pięciu graczy zaliczyło występy w Serie B (Elia Benedettini, Bonini, Macina, Dante Maiani i Andy Selva). Pomocnik Michele Marani - z wyjątkiem zawodników pochodzenia argentyńskiego - jako jedyny grał w klubie spoza San Marino i Włoch - CD Comarca de Níjar (Tercera División, Hiszpania).

### Massimo Bonini

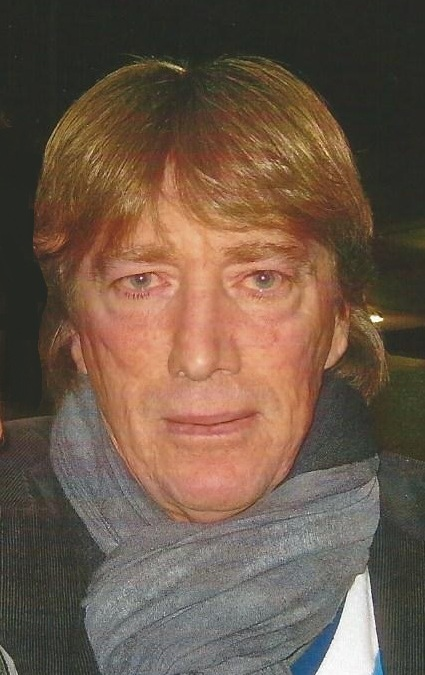
Massimo Bonini

Defensywny pomocnik urodzony w 1959 roku w San Marino, uważany za najwybitniejszego sanmaryńskiego piłkarza. Podczas swojej kariery występował m.in. w AC Cesena, Juventusie Turyn i Bologna FC. W barwach Juventusu wywalczył w latach 1981–1986 Puchar Mistrzów, Puchar Zdobywców Pucharów, Superpuchar Europy, Puchar Interkontynentalny oraz trzykrotnie tytuł mistrza Włoch i Puchar Włoch. Członek klubu 50 najlepszych piłkarzy w historii Juventusu. Przed 1988 rokiem sanmaryńscy piłkarze uznawani byli za obywateli Włoch, wskutek czego miał on możliwość gry w reprezentacji Włoch U-21. W 1983 roku UEFA uregulowała tę sporną kwestię, co uniemożliwiło mu dalszą grę w kadrze młodzieżowej. Po zmianie przepisów oferowano mu przyjęcie paszportu włoskiego i grę w seniorskiej reprezentacji tego kraju, jednak za każdym razem odmawiał, gdyż nie chciał zrzekać się obywatelstwa sanmaryńskiego. Po przyjęciu FSGC w szeregi FIFA i UEFA zgłosił on swój akces do drużyny narodowej. W kadrze San Marino wystąpił 19 razy, nie zdobył żadnej bramki. W latach 1996–1998 pełnił funkcję tymczasowego selekcjonera, po czym został zastąpiony przez Giampaolo Mazzę. W listopadzie 2003 roku, z okazji nadchodzącego jubileuszu 50-lecia UEFA, FSGC uznała Massimo Boniniego najlepszym piłkarzem okresu 1954-2003, zaś w styczniu 2006 roku przyznała mu miano najlepszego zawodnika w historii tego państwa.

### Marco Macina
Macina był talentem czystej wody, który oczarował nawet Nilsa Liedholma

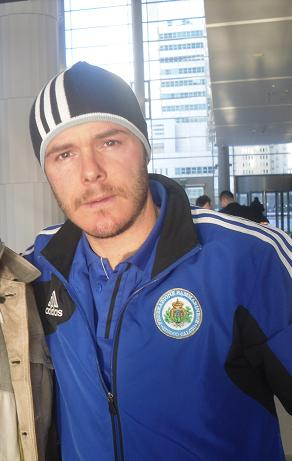
Andy Selva

Ofensywny pomocnik urodzony w 1964 roku, w latach 80. gracz m.in. Bologna FC, AC Parma i AC Milan. Pierwszy sanmaryński piłkarz, który występował w Serie A. Od najmłodszych lat uchodził wśród ekspertów i dziennikarzy sportowych za wielki talent. W barwach reprezentacji Włoch U-16 wywalczył mistrzostwo Europy 1982, zdobywając w finale zwycięską bramkę. W 1982 roku do UEFA wpłynął protest dotyczący jego osoby, co w konsekwencji zablokowało mu możliwość dalszego reprezentowania Włoch. Pomimo iż w początkach swojej kariery Macina współpracował z tak uznanymi szkoleniowcami jak Arrigo Sacchi czy Nils Liedholm, nigdy nie osiągnął wysokiegio poziomu sportowego. Przyczynę tego upatrywano w nieprofesjonalnym trybie życia i problemach z aklimatyzacją. W AC Milan zaliczył 5 występów, po czym był wypożyczany do klubów trzecioligowych. Podczas gry dla Ancony Calcio, w wieku 24 lat doznał zerwania więzadła krzyżowego w prawym kolanie, co w konsekwencji oznaczało dla niego zakończenie gry w piłkę nożną na profesjonalnym poziomie. W 1990 roku, po zakończeniu kariery klubowej, wystąpił dwukrotnie w reprezentacji San Marino.

### Andy Selva
Napastnik urodzony w 1976 roku w Rzymie, Włoch z pochodzenia, uznawany za najbardziej zasłużonego dla reprezentacji piłkarza. Obywatelstwo sanmaryńskie otrzymał dzięki pochodzeniu swojego dziadka. Jako jeden z nielicznych piłkarzy sanmaryńskich występował przez większość trwania kariery na zawodowym poziomie. Grał głównie w klubach występujących na poziomie od III do V ligi włoskiej. W sezonie 2008/09 jako gracz US Sassuolo występował w Serie B. W 2006 roku portal transferowy Transfermarkt wyceniał go na kwotę 300 tys. euro. W drużynie narodowej zadebiutował w 1998 roku w meczu z Izraelem, który to mecz był również pierwszym spotkaniem Giampaolo Mazzy na stanowisku selekcjonera. Jest rekordzistą pod względem ilości zdobytych goli oraz występów w reprezentacji. Jego bramka przeciwko Liechtensteinowi (1:0) w 2004 roku dała San Marino jedyne dotychczas zwycięstwo. Grę w reprezentacji zakończył w 2016 roku.

## Trenerzy

### Giulio Cesare Casali
Pierwszy trener reprezentacji (ur. 1955), z wykształcenia nauczyciel wychowania fizycznego. Jako piłkarz występował w AC Libertas i San Marino Calcio. 24 stycznia 1986 objął posadę selekcjonera drużyny narodowej. Trenował reprezentację w meczach nieoficjalnych, przed przyjęciem FSGC do FIFA i UEFA. Pod jego wodzą San Marino rozegrało 28 marca 1986 roku pierwszy mecz międzypaństwowy przeciwko Kanadzie U-23, zakończony porażką 0:1. Prowadził reprezentację podczas Igrzysk Śródziemnomorskich 1987, gdzie San Marino zremisowało 0:0 z Libanem i przegrało 0:3 z Syrią i 0:4 z Turcją U-23. W 1990 roku z powodów zdrowotnych odszedł ze stanowiska.

### Giorgio Leoni
Urodzony w 1950 roku w Fiorentino. Podczas kariery zawodniczej występował w SP Tre Fiori, San Marino Calcio i SS Juvenes. W wyniku ciężkiego urazu głowy, którego doznał podczas meczu ligowego, zmuszony był zakończyć grę w piłkę nożną. Funkcję selekcjonera pełnił w latach 1990-1995. Za jago kadencji San Marino zdobyło pierwszą w historii bramkę w meczu z Rumunią (1991) oraz zremisowało 0:0 z Turcją w meczu eliminacji Mistrzostw Świata 1994. Odszedł ze stanowiska po eliminacjach Mistrzostw Europy 1996. Od 2003 roku pracował jako trener w Campionato Sammarinese, obecnie pełni funkcję koordynatora technicznego reprezentacji oraz działacza sportowego. Cierpi na chorobę niedokrwienną serca.

### Massimo Bonini
Prowadził reprezentację tymczasowo w latach 1996-1998 podczas eliminacji Mistrzostw Świata 1998. Pod jego wodzą San Marino przegrało wszystkie 8 spotkań kwalifikacyjnych z bilansem bramkowym 0:42.

### Giampaolo Mazza

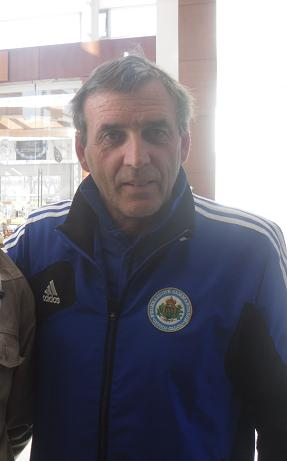
Giampaolo Mazza

Urodzony w 1956 roku w Genui, trener i działacz piłkarski włoskiego pochodzenia, z wykształcenia nauczyciel wychowania fizycznego. Jako zawodnik występował w Campionato Sammarinese i niższych ligach włoskich. W latach 80. zaliczył 4 nieoficjalne występy w kadrze San Marino. Funkcję trenera reprezentacji objął w 1998 roku, wcześniej pracował jako trener kadr U-18 i U-21 oraz asystent Massimo Boniniego. Za jego kadencji San Marino odniosło jedyne dotychczasowe zwycięstwo pokonując w 2004 roku 1:0 Liechtenstein oraz dwukrotnie osiągnęło wynik remisowy. Podczas jego pracy reprezentacja doznała również najwyższych w historii porażek: 0:13 z Niemcami i 0:11 z Holandią. W latach 2008–2012 San Marino ustanowiło europejski rekord 20 meczów bez zdobytej bramki. Ogółem z 85 oficjalnych spotkań Mazza przegrał 82, natomiast w meczach eliminacyjnych zanotował 75 porażek w 76 meczach. Oprócz funkcji selekcjonera pracował równocześnie jako nauczyciel, trener amatorskich włoskich klubów oraz działacz piłkarski przy FSGC. 17 października 2013 roku zrezygnował ze stanowiska trenera reprezentacji. Pełnił swoją funkcję nieprzerwanie przez 15 lat, co stanowi pod tym względem 6. wynik w Europie.

### Pier Angelo Manzaroli
Urodzony w 1969 roku w Rimini, z pochodzenia Włoch, 38-krotny reprezentant San Marino. Od 2007 roku pracował jako szkoleniowiec kadry B, reprezentacji młodzieżowych oraz asystent Giampaolo Mazzy. 15 lutego 2014 mianowany pierwszym selekcjonerem. Uznawany za autora największych sukcesów sanmaryńskiej piłki młodzieżowej. Jako trener kadry U-21 zremisował w 2012 roku 0:0 z Grecją i pokonał w 2013 roku 1:0 Walię. Jako szkoleniowiec AC Libertas zdobył dla San Marino pierwszy punkt w rozgrywkach europejskich pucharów dzięki remisowi 1:1 z Drogheda United w kwalifikacjach Pucharu UEFA 2007/08. 15 listopada 2014 San Marino pod jego wodzą zremisowało 0:0 z Estonią zdobywając pierwszy punkt w eliminacjach Mistrzostw Europy i przerywając tym samym serię 61 porażek z rzędu.

### Franco Varrella
Włoch urodzony w 1953 roku w Rimini, powołany na stanowisko w styczniu 2018 roku, pierwszy zagraniczny selekcjoner reprezentacji. W swojej karierze pracował jako asystent Arrigo Sacchiego w reprezentacji Włoch a także prowadził włoskie kluby z niższych kategorii rozgrywkowych, w tym San Marino Calcio. Pod jego wodzą San Marino osiągnęło dwa bezbramkowe remisy w Lidze Narodów UEFA 2020/21 z Liechtensteinem i Gibraltarem, zdobywając pierwsze punkty w tych rozgrywkach. Mecz z Liechtensteinem w Vaduz jest jedynym wyjazdowym spotkaniem w historii, w którym San Marino nie straciło bramki.

### Fabrizio Costantini
Sanmaryński trener urodzony 3 czerwca 1968 roku w San Marino. Został powołany na stanowisko w lisotpadzie 2021 roku po odejściu Franco Varella kończąc czteroletnią karierę jako trener San Marino-U21. W swojej karierze doprowadził Juvenes/Dogana do finału Campionato Sammarinese (2014/2015). Prowadził reprezentację San Marino przez 10 meczów.
Bilans spotkań
| #  | Trener                | Narodowość                              | Okres pracy | Mecze | Z | R | P  | Bramki + | Bramki - | Z %   | R %   | P %    |
| -- | --------------------- | --------------------------------------- | ----------- | ----- | - | - | -- | -------- | -------- | ----- | ----- | ------ |
| 1. | Giulio Cesare Casali  | San Marino                              | 1986–1990   | 4     | 0 | 1 | 3  | 0        | 8        | 0%    | 25%   | 75%    |
| 2. | Giorgio Leoni         | San Marino                              | 1990–1995   | 29    | 0 | 1 | 28 | 5        | 119      | 0%    | 3,45% | 96,55% |
| 3. | Massimo Bonini        | San Marino                              | 1996–1998   | 8     | 0 | 0 | 8  | 0        | 42       | 0%    | 0%    | 100%   |
| 4. | Giampaolo Mazza       | San Marino                              | 1998–2013   | 85    | 1 | 2 | 82 | 15       | 371      | 1,17% | 2,35% | 96,47% |
| 5. | Pier Angelo Manzaroli | San Marino                              | 2014–2017   | 25    | 0 | 1 | 24 | 3        | 99       | 0%    | 4%    | 96%    |
| 6. | Franco Varrella       | Włochy                                  | 2018-2021   | 36    | 0 | 2 | 34 | 3        | 130      | 0%    | 5,56% | 94,44% |
| 7. | Fabrizio Costantini   | 2021-\|10\|0\|2\|8\|2\|16\|0%\|20%\|80% |             |       |   |   |    |          |          |       |       |        |

Aktualizacja: 5 stycznia 2023

## Skład
Zawodnicy, którzy otrzymali powołanie od Franco Varrelli na mecze przeciwko Andorze (2 września 2021), Polsce (5 września 2021) i Albanii (8 września 2021) w eliminacjach Mistrzostw Świata 2022.
| #  | Poz. | Zawodnik             | Data urodzenia       | Mecze | Bramki | Klub                  |
| -- | ---- | -------------------- | -------------------- | ----- | ------ | --------------------- |
| 1  | BRA  | Elia Benedettini     | 22 czerwca 1995      | 37    | 0      | SP Cailungo           |
| 12 | BRA  | Simone Benedettini   | 21 stycznia 1997     | 9     | 0      | SS Pennarossa         |
| 23 | BRA  | Davide Colonna       | 6 lipca 1996         | 0     | 0      | FC Domagnano          |
|    |      |                      |                      |       |        |                       |
| 11 | OBR  | Manuel Battistini    | 22 lipca 1994        | 44    | 0      | AC Virtus             |
| 5  | OBR  | Michele Cevoli       | 22 lipca 1998        | 11    | 0      | AC Juvenes/Dogana     |
| 15 | OBR  | Giacomo Conti        | 21 lipca 1999        | 2     | 0      | SS San Giovanni       |
| 2  | OBR  | Alessandro D'Addario | 9 września 1997      | 20    | 0      | SP Tre Fiori          |
| 16 | OBR  | Filippo Fabbri       | 7 stycznia 2002      | 15    | 1      | FC Forlì              |
| 13 | OBR  | Andrea Grandoni      | 23 marca 1997        | 34    | 0      | SP La Fiorita         |
| 3  | OBR  | Mirko Palazzi        | 21 marca 1987        | 69    | 1      | Cattolica Calcio 1923 |
| 6  | OBR  | Dante Rossi          | 12 lipca 1987        | 19    | 0      | Cattolica Calcio 1923 |
|    |      |                      |                      |       |        |                       |
| 18 | POM  | Luca Ceccaroli       | 5 lipca 1995         | 13    | 0      | SP Tre Penne          |
| 17 | POM  | Alessandro Golinucci | 10 października 1994 | 33    | 0      | AC Virtus             |
| 8  | POM  | Enrico Golinucci     | 16 lipca 1991        | 36    | 0      | SS Folgore/Falciano   |
| 21 | POM  | Lorenzo Lunadei      | 12 lipca 1997        | 30    | 0      | SP La Fiorita         |
| 22 | POM  | Marcello Mularoni    | 8 września 1998      | 30    | 0      | Tropical Coriano      |
| 10 | POM  | Fabio Tomassini      | 5 lutego 1996        | 23    | 0      | US Pietracuta         |
| 7  | POM  | Matteo Vitaioli      | 27 października 1989 | 76    | 1      | Tropical Coriano      |
| 14 | POM  | Tommaso Zafferani    | 19 lutego 1996       | 13    | 0      | SP La Fiorita         |
|    |      |                      |                      |       |        |                       |
| 9  | NAP  | Marco Bernardi       | 2 stycznia 1994      | 8     | 0      | SS Murata             |
| 20 | NAP  | Adolfo Hirsch        | 31 stycznia 1986     | 52    | 0      | SS Folgore/Falciano   |
| 19 | NAP  | Nicola Nanni         | 5 maja 2000          | 28    | 1      | Lucchese 1905         |
| 4  | NAP  | David Tomassini      | 14 marca 2000        | 11    | 1      | Tropical Coriano      |

Aktualizacja: 3 września 2021

## Stroje
Ubiór sportowy piłkarskiej reprezentacji San Marino nawiązuje kolorystyką do barw flagi San Marino. Kolorem podstawowym jest błękit, rezerwowym biel.
| 1985-1987 | 1990-2005 | 1998-2002 | 2005-2008 | 2008-2010 | 2010-2012 | 2012-2014 | 2014-2016 | 2016-2018 | 2018- |

W strojach łączących obie barwy San Marino występowało w meczach nieoficjalnych w drugiej połowie lat 80. XX wieku. Od 1990 roku obowiązuje jednolita kolorystyka trykotów. W latach 1990–2009 reprezentacja grała w błękitnych strojach firmy Virma. Na przedzie koszulki w widniała wówczas niekiedy grafika z wizerunkiem logo FSGC lub herbu San Marino. W latach 2010–2017 San Marino występowało w granatowych strojach firmy Adidas. W 2018 roku, po zmiany dostawcy sprzętu na firmę Macron, powrócono do koloru błękitnego.

## Reputacja
Ze względu na osiągane wyniki i amatorski status zawodników reprezentacja San Marino ma bardzo niską reputację w środowisku piłkarskim. Sanmaryńscy gracze określani byli pejoratywnym mianem „turystów”, „kelnerów” lub „chłopców do bicia”. Selekcjoner Giampaolo Mazza twierdził, iż przeciwko najsilniejszym w Europie reprezentacjom porażka nie większa niż 0:5 satysfakcjonuje jego zespół.
W celu zobrazowania niewielkiego potencjału sportowego reprezentacji San Marino liczba populacji tego kraju porównywana była do łącznej pojemności obiektów piłkarskich. W środowisku piłkarskim padały postulaty ograniczenia San Marino możliwości uczestniczenia w eliminacjach mistrzostw Europy i mistrzostw świata.
Joachim Löw, José Mourinho i Karl-Heinz Rummenigge wychodzili z propozycją nakazu rozgrywania przezeń preeliminacji. Ponadto władzom piłkarskim zarzucano brak działań na rzecz podniesienia poziomu piłki nożnej w kraju. Roy Hodgson powiedział, iż gra przeciwko zawodnikom, którzy mają tak niski poziom wyszkolenia technicznego i umiejętności może grozić kontuzjami innych graczy. Wyraził również w formie żartu opinię, że na mecz z Sanmaryńczykami można by wystawić reprezentację Anglii w krykiecie, wskutek czego został skrytykowany przez Pier Angelo Manzaroliego. W 2007 roku José Mourinho odrzucił propozycję objęcia stanowiska trenera reprezentacji Anglii, gdyż ewentualność rywalizowania z drużynami takimi jak San Marino uznał za stratę czasu i przeszkodę w rozwoju własnej kariery. Luis Aragonés twierdził, że Sanmaryńczycy są zbyt słabi, by grać w meczach kwalifikacyjnych. Na zgrupowaniach przedmeczowych - chcąc zdeprecjonować rywala i zmotywować swoich zawodników - porównywał on swoich przeciwników do reprezentacji San Marino. W 2009 roku po spotkaniu z Polską (0:10) Gimapaolo Mazza i zawodnicy zbojkotowali pomeczową konferencję prasową ze względu na lekceważące reportaże telewizyjne na ich temat. W 2013 roku FSGC wystosowała protest skierowany do brytyjskiego kanału ITV, gdyż jej zdaniem podczas transmisji meczu komentatorzy w szyderczy sposób wyrażali się o reprezentacji San Marino.
Pomimo tego, piłkarze San Marino spotykali się z oznakami sympatii ze strony kibiców drużyn przeciwnych. W meczach przeciwko Anglii, Hiszpanii i Polsce zdarzało się, iż byli oni po spotkaniu nagradzani oklaskami, w uznaniu ich postawy oraz zaangażowania sportowego.

## Bilans ogólny
San Marino rywalizowało dotychczas w meczach oficjalnych z 48 federacjami. Wszyscy przeciwnicy są członkami konfederacji UEFA. Rywalem, z którym San Marino mierzyło się najczęściej, jest Polska - 9 oficjalnych spotkań.
| Przeciwnik           | Mecze | Wygrane | Remisy | Porażki | Gole + | Gole – | Bilans | Z %    | R %    | P %    |
| -------------------- | ----- | ------- | ------ | ------- | ------ | ------ | ------ | ------ | ------ | ------ |
| Albania              | 3     | 0       | 0      | 3       | 0      | 8      | -8     | 0%     | 0%     | 100%   |
| Andora               | 2     | 0       | 0      | 2       | 0      | 4      | -4     | 0%     | 0%     | 100%   |
| Anglia               | 7     | 0       | 0      | 7       | 1      | 42     | -41    | 0%     | 0%     | 100%   |
| Austria              | 2     | 0       | 0      | 2       | 1      | 11     | -10    | 0%     | 0%     | 100%   |
| Azerbejdżan          | 2     | 0       | 0      | 2       | 1      | 6      | -5     | 0%     | 0%     | 100%   |
| Belgia               | 8     | 0       | 0      | 8       | 3      | 46     | -43    | 0%     | 0%     | 100%   |
| Białoruś             | 2     | 0       | 0      | 2       | 0      | 7      | -7     | 0%     | 0%     | 100%   |
| Bośnia i Hercegowina | 2     | 0       | 0      | 2       | 1      | 6      | -5     | 0%     | 0%     | 100%   |
| Bułgaria             | 2     | 0       | 0      | 2       | 0      | 7      | -7     | 0%     | 0%     | 100%   |
| Chorwacja            | 3     | 0       | 0      | 3       | 0      | 18     | -18    | 0%     | 0%     | 100%   |
| Cypr                 | 6     | 0       | 0      | 6       | 0      | 18     | -18    | 0%     | 0%     | 100%   |
| Czarnogóra           | 2     | 0       | 0      | 2       | 0      | 9      | -9     | 0%     | 0%     | 100%   |
| Czechy               | 6     | 0       | 0      | 6       | 0      | 31     | -31    | 0%     | 0%     | 100%   |
| Estonia              | 3     | 0       | 1      | 2       | 0      | 3      | -3     | 0%     | 33,33% | 66,66% |
| Finlandia            | 4     | 0       | 0      | 4       | 1      | 15     | -14    | 0%     | 0%     | 100%   |
| Gibraltar            | 2     | 0       | 1      | 1       | 0      | 1      | -1     | 0%     | 50%    | 50%    |
| Grecja               | 2     | 0       | 0      | 2       | 0      | 6      | -6     | 0%     | 0%     | 100%   |
| Hiszpania            | 4     | 0       | 0      | 4       | 0      | 26     | -26    | 0%     | 0%     | 100%   |
| Holandia             | 6     | 0       | 0      | 6       | 0      | 39     | -39    | 0%     | 0%     | 100%   |
| Irlandia             | 2     | 0       | 0      | 2       | 1      | 7      | -6     | 0%     | 0%     | 100%   |
| Irlandia Północna    | 4     | 0       | 0      | 4       | 0      | 14     | -14    | 0%     | 0%     | 100%   |
| Izrael               | 2     | 0       | 0      | 2       | 0      | 13     | -13    | 0%     | 0%     | 100%   |
| Kazachstan           | 2     | 0       | 0      | 2       | 1      | 7      | -6     | 0%     | 0%     | 100%   |
| Kosowo               | 1     | 0       | 0      | 1       | 1      | 4      | -3     | 0%     | 0%     | 100%   |
| Liechtenstein        | 7     | 3       | 2      | 3       | 3      | 6      | -3     | 16,66% | 33,33% | 50%    |
| Litwa                | 4     | 0       | 0      | 4       | 1      | 9      | -8     | 0%     | 0%     | 100%   |
| Luksemburg           | 2     | 0       | 0      | 2       | 0      | 6      | -6     | 0%     | 0%     | 100%   |
| Łotwa                | 5     | 0       | 1      | 4       | 1      | 9      | -8     | 0%     | 20%    | 80%    |
| Malta                | 1     | 0       | 0      | 1       | 2      | 3      | -1     | 0%     | 0%     | 100%   |
| Mołdawia             | 7     | 0       | 0      | 7       | 0      | 17     | -17    | 0%     | 0%     | 100%   |
| Niemcy               | 4     | 0       | 0      | 4       | 0      | 34     | -27    | 0%     | 0%     | 100%   |
| Norwegia             | 4     | 0       | 0      | 4       | 1      | 24     | -23    | 0%     | 0%     | 100%   |
| Polska               | 9     | 0       | 0      | 9       | 2      | 33     | -31    | 0%     | 0%     | 100%   |
| Rosja                | 4     | 0       | 0      | 4       | 0      | 25     | -20    | 0%     | 0%     | 100%   |
| Rumunia              | 3     | 0       | 0      | 3       | 1      | 10     | -9     | 0%     | 0%     | 100%   |
| Saint Lucia          | 2     | 0       | 1      | 1       | 1      | 2      | -1     | 0%     | 50%    | 50%    |
| Serbia i Czarnogóra  | 2     | 0       | 0      | 2       | 0      | 8      | -8     | 0%     | 0%     | 100%   |
| Słowacja             | 4     | 0       | 0      | 4       | 1      | 22     | -21    | 0%     | 0%     | 100%   |
| Słowenia             | 5     | 0       | 0      | 5       | 0      | 20     | -20    | 0%     | 0%     | 100%   |
| Szkocja              | 8     | 0       | 0      | 8       | 0      | 27     | -27    | 0%     | 0%     | 100%   |
| Szwajcaria           | 4     | 0       | 0      | 4       | 0      | 22     | -22    | 0%     | 0%     | 100%   |
| Szwecja              | 4     | 0       | 0      | 4       | 0      | 22     | -22    | 0%     | 0%     | 100%   |
| Turcja               | 4     | 0       | 1      | 3       | 1      | 16     | -15    | 0%     | 25%    | 75%    |
| Ukraina              | 2     | 0       | 0      | 2       | 0      | 17     | -17    | 0%     | 0%     | 100%   |
| Walia                | 4     | 0       | 0      | 4       | 1      | 16     | -15    | 0%     | 0%     | 100%   |
| Węgry                | 5     | 0       | 0      | 5       | 0      | 22     | -22    | 0%     | 0%     | 100%   |
| Włochy               | 3     | 0       | 0      | 3       | 0      | 15     | -8     | 0%     | 0%     | 100%   |
| Wyspy Owcze          | 2     | 0       | 0      | 2       | 1      | 6      | -5     | 0%     | 0%     | 100%   |
| Ogółem               | 177   | 3       | 7      | 169     | 26     | 739    | −713   | 0,56%  | 3,95%  | 95,48% |

Aktualizacja: 30 października 2022

## Mecze bez porażki
| Eliminacje MŚ 1994 10 marca 1993 | San Marino | 0:0 | Turcja | Stadion Olimpijski, Serravalle Sędzia: Michel Piraux (Belgia) |
| Eliminacje MŚ 1994 10 marca 1993 | | 0:0 | | Stadion Olimpijski, Serravalle Sędzia: Michel Piraux (Belgia) |
| Pierluigi Benedettini (7' Stefano Muccioli) – Mirco Gennari, Mauro Valentini, Claudio Canti, William Guerra, Paolo Daniele Zanotti – Pier Angelo Manzaroli, Fabio Francini, Marco Mazza (56' Ivan Matteoni), Nicola Bacciocchi – Paolo Mazza | Pierluigi Benedettini (7' Stefano Muccioli) – Mirco Gennari, Mauro Valentini, Claudio Canti, William Guerra, Paolo Daniele Zanotti – Pier Angelo Manzaroli, Fabio Francini, Marco Mazza (56' Ivan Matteoni), Nicola Bacciocchi – Paolo Mazza |     | Engin İpekoğlu – Serhat Güller, Bülent Korkmaz, Ogün Temizkanoğlu, Ali Günçar – Mehmet Özdilek, Tugay Kerimoğlu, Orhan Çıkırıkçı, Ünal Karaman – Hami Mandıralı (56' Feyyaz Uçar), Aykut Kocaman (46' Saffet Sancaklı) | Engin İpekoğlu – Serhat Güller, Bülent Korkmaz, Ogün Temizkanoğlu, Ali Günçar – Mehmet Özdilek, Tugay Kerimoğlu, Orhan Çıkırıkçı, Ünal Karaman – Hami Mandıralı (56' Feyyaz Uçar), Aykut Kocaman (46' Saffet Sancaklı) |

| Eliminacje MŚ 2002 25 kwietnia 2001 | Łotwa | 1:1(1:0) | San Marino | Stadion Skonto, Ryga Sędzia: Karen Nalbandian (Armenia) |
| Eliminacje MŚ 2002 25 kwietnia 2001 | Marians Pahars 1' | 1:1(1:0) | 59' Nicola Albani | Stadion Skonto, Ryga Sędzia: Karen Nalbandian (Armenia) |
| Aleksandrs Koļinko – Oļegs Blagonadeždins, Mihails Zemļinskis, Valērijs Ivanovs (77' Artūrs Zakreševskis), Igors Stepanovs – Vladimirs Koļesņičenko (46' Mihails Miholaps), Vitālijs Astafjevs, Andrejs Štolcers – Andrejs Rubins, Marians Pahars, Vīts Rimkus (68' Aleksandrs Jeļisejevs) | Aleksandrs Koļinko – Oļegs Blagonadeždins, Mihails Zemļinskis, Valērijs Ivanovs (77' Artūrs Zakreševskis), Igors Stepanovs – Vladimirs Koļesņičenko (46' Mihails Miholaps), Vitālijs Astafjevs, Andrejs Štolcers – Andrejs Rubins, Marians Pahars, Vīts Rimkus (68' Aleksandrs Jeļisejevs) |          | Federico Gasperoni – Nicola Albani, Simone Bacciocchi, Simone Della Balda, Ermanno Zonzini, Damiano Vannucci – Ivan Bugli (79' Roberto Selva), Ivan Matteoni, Riccardo Muccioli, Pier Angelo Manzaroli (89' Luca Nanni) – Andy Selva (82' Paolo Montagna) | Federico Gasperoni – Nicola Albani, Simone Bacciocchi, Simone Della Balda, Ermanno Zonzini, Damiano Vannucci – Ivan Bugli (79' Roberto Selva), Ivan Matteoni, Riccardo Muccioli, Pier Angelo Manzaroli (89' Luca Nanni) – Andy Selva (82' Paolo Montagna) |

| Mecz towarzyski 20 sierpnia 2003 | Liechtenstein | 2:2(2:2) | San Marino | Rheinpark Stadion, Vaduz Sędzia: Guido Wildhaber (Szwajcaria) |
| Mecz towarzyski 20 sierpnia 2003 | Mario Frick 16' · Franz Burgmeier 23' | 2:2(2:2) | 39' Alex Gasperoni · 45' Nicola Ciacci | Rheinpark Stadion, Vaduz Sędzia: Guido Wildhaber (Szwajcaria) |
| Peter Jehle – Daniel Hasler, Martin Telser (67' Frédéric Gigon), Christof Ritter, Sandro Maierhofer – Ronny Büchel (59' Fabio D’Elia), Andreas Gerster, Martin Stocklasa, Franz Burgmeier (59' Roger Beck) – Thomas Beck (84' Thomas Nigg), Mario Frick | Peter Jehle – Daniel Hasler, Martin Telser (67' Frédéric Gigon), Christof Ritter, Sandro Maierhofer – Ronny Büchel (59' Fabio D’Elia), Andreas Gerster, Martin Stocklasa, Franz Burgmeier (59' Roger Beck) – Thomas Beck (84' Thomas Nigg), Mario Frick |          | Federico Gasperoni – Carlo Valentini, Nicola Albani, Simone Bacciocchi, Federico Crescentini – Alex Gasperoni, Michele Moretti (79' Luca Nanni), Michele Marani, Damiano Vannucci (63' Lorenzo Moretti) – Paolo Montagna (88' Alan Toccaceli), Nicola Ciacci (76' Giacomo Bologna) | Federico Gasperoni – Carlo Valentini, Nicola Albani, Simone Bacciocchi, Federico Crescentini – Alex Gasperoni, Michele Moretti (79' Luca Nanni), Michele Marani, Damiano Vannucci (63' Lorenzo Moretti) – Paolo Montagna (88' Alan Toccaceli), Nicola Ciacci (76' Giacomo Bologna) |

| Mecz towarzyski 28 kwietnia 2004 | San Marino | 1:0(1:0) | Liechtenstein | Stadion Olimpijski, Serravalle Sędzia: Lawrence Sammut (Malta) |
| Mecz towarzyski 28 kwietnia 2004 | Andy Selva 5' | 1:0(1:0) | | Stadion Olimpijski, Serravalle Sędzia: Lawrence Sammut (Malta) |
| Federico Gasperoni – Carlo Valentini, Alessandro Della Valle, Simone Bacciocchi, Nicola Albani – Alex Gasperoni, (85' Paolo Montagna), Marco Domeniconi, Michele Marani (81' Bryan Gasperoni), Riccardo Muccioli (71' Michele Moretti) – Andy Selva (90' Lorenzo Moretti), Nicola Ciacci (53' Damiano Vannucci) | Federico Gasperoni – Carlo Valentini, Alessandro Della Valle, Simone Bacciocchi, Nicola Albani – Alex Gasperoni, (85' Paolo Montagna), Marco Domeniconi, Michele Marani (81' Bryan Gasperoni), Riccardo Muccioli (71' Michele Moretti) – Andy Selva (90' Lorenzo Moretti), Nicola Ciacci (53' Damiano Vannucci) |          | Peter Jehle – Daniel Hasler, Martin Telser, Michael Stocklasa, Martin Stocklasa – Ronny Büchel (57' Raphael Rohrer), Andreas Gerster, Roger Beck (68' Franz-Josef Vogt), Franz Burgmeier, Fabio D’Elia – Mario Frick | Peter Jehle – Daniel Hasler, Martin Telser, Michael Stocklasa, Martin Stocklasa – Ronny Büchel (57' Raphael Rohrer), Andreas Gerster, Roger Beck (68' Franz-Josef Vogt), Franz Burgmeier, Fabio D’Elia – Mario Frick |

| Eliminacje ME 2016 15 listopada 2014 | San Marino | 0:0 | Estonia | San Marino Stadium, Serravalle Sędzia: Felix Brych (Niemcy) |
| Eliminacje ME 2016 15 listopada 2014 | | 0:0 | | San Marino Stadium, Serravalle Sędzia: Felix Brych (Niemcy) |
| Aldo Simoncini – Fabio Vitaioli, Cristian Brolli, Giovanni Bonini, Davide Simoncini, Mirko Palazzi – Adolfo Hirsch (60' Manuel Battistini), Nicola Chiaruzzi, Luca Tosi, Matteo Vitaioli (77' Enrico Golinucci) – Andy Selva (82' Danilo Rinaldi) | Aldo Simoncini – Fabio Vitaioli, Cristian Brolli, Giovanni Bonini, Davide Simoncini, Mirko Palazzi – Adolfo Hirsch (60' Manuel Battistini), Nicola Chiaruzzi, Luca Tosi, Matteo Vitaioli (77' Enrico Golinucci) – Andy Selva (82' Danilo Rinaldi) |     | Mihkel Aksalu – Taijo Teniste, Artjom Artjunin (74' Ingemar Teever), Igor Morozov, Dmitri Kruglov – Ilja Antonov, Aleksandr Dmitrijev, (46' Joel Lindpere), Karol Mets, Konstantin Vassiljev – Henrik Ojamaa (62' Henri Anier), Sergei Zenjov | Mihkel Aksalu – Taijo Teniste, Artjom Artjunin (74' Ingemar Teever), Igor Morozov, Dmitri Kruglov – Ilja Antonov, Aleksandr Dmitrijev, (46' Joel Lindpere), Karol Mets, Konstantin Vassiljev – Henrik Ojamaa (62' Henri Anier), Sergei Zenjov |

| Liga Narodów UEFA 2020/2021 13 października 2020 | Liechtenstein | 0:0 | San Marino | Rheinpark Stadion, Vaduz Sędzia: Jørgen Burchardt (Dania) |
| Liga Narodów UEFA 2020/2021 13 października 2020 | | 0:0 | | Rheinpark Stadion, Vaduz Sędzia: Jørgen Burchardt (Dania) |
| Benjamin Büchel – Seyhan Yildiz, Andreas Malin, Jens Hofer (46' Philipp Ospelt), Maximilian Göppel (46' Sandro Wolfinger) – Daniel Brändle (75' Fabio Wolfinger), Martin Büchel (8' Livio Meier), Aron Sele, Daniel Kaufmann, Nicolas Hasler – Dennis Salanović | Benjamin Büchel – Seyhan Yildiz, Andreas Malin, Jens Hofer (46' Philipp Ospelt), Maximilian Göppel (46' Sandro Wolfinger) – Daniel Brändle (75' Fabio Wolfinger), Martin Büchel (8' Livio Meier), Aron Sele, Daniel Kaufmann, Nicolas Hasler – Dennis Salanović |     | Simone Benedettini – Manuel Battistini, Dante Rossi, Cristian Brolli, Mirko Palazzi – Fabio Tomassini, Enrico Golinucci, Lorenzo Lunadei (86' Marcello Mularoni), Adolfo Hirsch – Nicola Nanni, Filippo Berardi | Simone Benedettini – Manuel Battistini, Dante Rossi, Cristian Brolli, Mirko Palazzi – Fabio Tomassini, Enrico Golinucci, Lorenzo Lunadei (86' Marcello Mularoni), Adolfo Hirsch – Nicola Nanni, Filippo Berardi |

| Liga Narodów UEFA 2020/2021 15 listopada 2020 | San Marino | 0:0 | Gibraltar | San Marino Stadium, Serravalle Sędzia: Kateryna Monzul (Ukraina) |
| Liga Narodów UEFA 2020/2021 15 listopada 2020 | | 0:0 | | San Marino Stadium, Serravalle Sędzia: Kateryna Monzul (Ukraina) |
| Elia Benedettini – Cristian Brolli, Dante Rossi, Davide Simoncini, Mirko Palazzi – Fabio Tomassini (57' Manuel Battistini), Lorenzo Lunadei, Alessandro Golinucci, Adolfo Hirsch (57' Marcello Mularoni) – Nicola Nanni, Filippo Berardi (67' Matteo Vitaioli) | Elia Benedettini – Cristian Brolli, Dante Rossi, Davide Simoncini, Mirko Palazzi – Fabio Tomassini (57' Manuel Battistini), Lorenzo Lunadei, Alessandro Golinucci, Adolfo Hirsch (57' Marcello Mularoni) – Nicola Nanni, Filippo Berardi (67' Matteo Vitaioli) |     | Dayle Coleing – Scott Wiseman, Roy Chipolina, Aymen Mouelhi (66' Reece Styche) – Jack Sergeant, Graeme Torrilla (77' Adam Priestley), Louie Annesley, Jayce Olivero – Liam Walker, Tjay De Barr, Lee Casciaro (54' Kyle Casciaro) | Dayle Coleing – Scott Wiseman, Roy Chipolina, Aymen Mouelhi (66' Reece Styche) – Jack Sergeant, Graeme Torrilla (77' Adam Priestley), Louie Annesley, Jayce Olivero – Liam Walker, Tjay De Barr, Lee Casciaro (54' Kyle Casciaro) |

## Bramki w meczach oficjalnych
San Marino zdobyło łącznie w spotkaniach oficjalnych 30 bramek. Najwięcej w meczach przeciwko Belgii oraz Liechtensteinowi - po 3. Zdobywcą ostatniego gola jest obrońca Simone Franciosi, który 17 listopada 2023 w meczu eliminacji Mistrzostw Europy z Kazachstanem strzelił bramkę w 60. minucie spotkania.
| #   | Data                 | Miejsce                                 | Przeciwnik           | Zawodnik                  | Minuta   | Wynik | Ranga meczu                       |
| --- | -------------------- | --------------------------------------- | -------------------- | ------------------------- | -------- | ----- | --------------------------------- |
| 1.  | 27 marca 1991        | Stadion Olimpijski, Serravalle          | Rumunia              | Valdes Pasolini           | 26' k.   | 1:3   | Eliminacje Mistrzostw Europy 1992 |
| 2.  | 28 października 1992 | Ankara 19 Mayıs, Ankara                 | Turcja               | Nicola Bacciocchi         | 53'      | 1:4   | Eliminacje Mistrzostw Świata 1994 |
| 3.  | 17 listopada 1993    | Stadio Renato Dall'Ara, Bolonia         | Anglia               | Davide Gualtieri          | 1'       | 1:7   | Eliminacje Mistrzostw Świata 1994 |
| 4.  | 14 grudnia 1994      | Stadion Olimpijski, Helsinki            | Finlandia            | Pier Domenico Della Valle | 34'      | 1:4   | Eliminacje Mistrzostw Europy 1996 |
| 5.  | 11 października 1995 | Stadion Olimpijski, Serravalle          | Wyspy Owcze          | Mauro Valentini           | 52'      | 1:3   | Eliminacje Mistrzostw Europy 1996 |
| 6.  | 14 października 1998 | Stadion Olimpijski, Serravalle          | Austria              | Andy Selva                | 81' k.   | 1:4   | Eliminacje Mistrzostw Europy 2000 |
| 7.  | 28 lutego 2001       | Stadion Króla Baudouina I, Bruksela     | Belgia               | Andy Selva                | 90'      | 1:10  | Eliminacje Mistrzostw Świata 2002 |
| 8.  | 25 kwietnia 2001     | Stadion Skonto, Ryga                    | Łotwa                | Nicola Albani             | 59'      | 1:1   | Eliminacje Mistrzostw Świata 2002 |
| 9.  | 6 czerwca 2001       | Stadion Olimpijski, Serravalle          | Belgia               | Andy Selva                | 11'      | 1:4   | Eliminacje Mistrzostw Świata 2002 |
| 10. | 20 sierpnia 2003     | Rheinpark Stadion, Vaduz                | Liechtenstein        | Alex Gasperoni            | 39'      | 2:2   | Mecz towarzyski                   |
| 11. | 20 sierpnia 2003     | Rheinpark Stadion, Vaduz                | Liechtenstein        | Nicola Ciacci             | 45'      | 2:2   | Mecz towarzyski                   |
| 12. | 28 kwietnia 2004     | Stadion Olimpijski, Serravalle          | Liechtenstein        | Andy Selva                | 5'       | 1:0   | Mecz towarzyski                   |
| 13. | 30 marca 2005        | Stadion Olimpijski, Serravalle          | Belgia               | Andy Selva                | 41'      | 1:2   | Eliminacje Mistrzostw Świata 2006 |
| 14. | 4 czerwca 2005       | Stadion Olimpijski, Serravalle          | Bośnia i Hercegowina | Andy Selva                | 40'      | 1:3   | Eliminacje Mistrzostw Świata 2006 |
| 15. | 7 lutego 2007        | Stadion Olimpijski, Serravalle          | Irlandia             | Manuel Marani             | 86'      | 1:2   | Eliminacje Mistrzostw Europy 2008 |
| 16. | 17 października 2007 | Stadion Olimpijski, Serravalle          | Walia                | Andy Selva                | 73'      | 1:2   | Eliminacje Mistrzostw Europy 2008 |
| 17. | 11 października 2008 | Stadion Olimpijski, Serravalle          | Słowacja             | Andy Selva                | 45'      | 1:3   | Eliminacje Mistrzostw Świata 2010 |
| 18. | 14 sierpnia 2012     | Stadion Olimpijski, Serravalle          | Malta                | Manuel Marani             | 7'       | 2:3   | Mecz towarzyski                   |
| 19. | 14 sierpnia 2012     | Stadion Olimpijski, Serravalle          | Malta                | Danilo Rinaldi            | 90'+3 k. | 2:3   | Mecz towarzyski                   |
| 20. | 10 września 2013     | Stadion Olimpijski, Serravalle          | Polska               | Alessandro Della Valle    | 22'      | 1:5   | Eliminacje Mistrzostw Świata 2014 |
| 21. | 8 września 2015      | Stadion LFF, Wilno                      | Litwa                | Matteo Vitaioli           | 55'      | 1:2   | Eliminacje Mistrzostw Europy 2016 |
| 22. | 11 października 2016 | Ullevaal Stadion, Oslo                  | Norwegia             | Mattia Stefanelli         | 54'      | 1:4   | Eliminacje Mistrzostw Świata 2018 |
| 23. | 4 września 2017      | Bakcell Arena, Baku                     | Azerbejdżan          | Mirko Palazzi             | 73'      | 1:5   | Eliminacje Mistrzostw Świata 2018 |
| 24. | 16 listopada 2019    | San Marino Stadium, Serravalle          | Kazachstan           | Filippo Berardi           | 77'      | 1:3   | Eliminacje Mistrzostw Europy 2020 |
| 25. | 1 czerwca 2021       | Stadion im. Fadila Vokrriego, Prisztina | Kosowo               | David Tomassini           | 85'      | 1:4   | Mecz towarzyski                   |
| 26. | 5 września 2021      | San Marino Stadium, Serravalle          | Polska               | Nicola Nanni              | 48'      | 1:7   | Eliminacje Mistrzostw Świata 2022 |
| 27. | 25 marca 2022        | San Marino Stadium, Serravalle          | Litwa                | Filippo Fabbri            | 62'      | 1:2   | Mecz towarzyski                   |
| 28. | 17 listopada 2022    | Beausejour Stadium, Gros Islet          | Saint Lucia          | Lorenzo Lazzari           | 90+4'    | 1:1   | Mecz towarzyski                   |
| 29. | 17 października 2023 | San Marino Stadium, Serravalle          | Dania                | Alessandro Golinucci      | 61'      | 1:2   | Eliminacje Mistrzostw Europy 2024 |
| 30. | 17 listopada 2023    | Astana Arena, Astana                    | Kazachstan           | Simone Franciosi          | 60'      | 1:3   | Eliminacje Mistrzostw Europy 2024 |

## Rekordziści
Kolorem niebieskim zaznaczono obecnych reprezentantów
| #  | Zawodnik                  | Okres gry | Bramki | Mecze |
| -- | ------------------------- | --------- | ------ | ----- |
| 1. | Andy Selva                | 1998–2016 | 8      | 73    |
| 2. | Manuel Marani             | 2005–2012 | 2      | 33    |
| 3. | Nicola Albani             | 2001–2011 | 1      | 40    |
| –  | Nicola Bacciocchi         | 1991–2000 | 1      | 33    |
| –  | Filippo Berardi           | 2016–     | 1      | 21    |
| –  | Nicola Ciacci             | 2003–2011 | 1      | 17    |
| –  | Alessandro Della Valle    | 2002–2017 | 1      | 65    |
| –  | Pier Domenico Della Valle | 1991–2000 | 1      | 21    |
| –  | Alex Gasperoni            | 2003–2019 | 1      | 48    |
| –  | Davide Gualtieri          | 1993–1999 | 1      | 9     |
| –  | Mirko Palazzi             | 2005–     | 1      | 59    |
| –  | Valdes Pasolini           | 1990–1996 | 1      | 14    |
| –  | Danilo Rinaldi            | 2008–2019 | 1      | 39    |
| –  | Mattia Stefanelli         | 2014–2017 | 1      | 13    |
| –  | David Tomassini           | 2021–     | 1      | 4     |
| –  | Mauro Valentini           | 1991–1999 | 1      | 23    |
| –  | Matteo Vitaioli           | 2007–     | 1      | 65    |
| –  | Lorenzo Lazzari           | 2022      | 1      | 1     |

| #   | Zawodnik               | Okres gry | Mecze | Bramki |
| --- | ---------------------- | --------- | ----- | ------ |
| 1.  | Andy Selva             | 1998–2016 | 73    | 8      |
| 2.  | Damiano Vannucci       | 1996–2012 | 69    | 0      |
| 3.  | Davide Simoncini       | 2006–     | 67    | 0      |
| 4.  | Alessandro Della Valle | 2002–2017 | 65    | 1      |
| –   | Matteo Vitaioli        | 2007–     | 65    | 1      |
| 5.  | Aldo Simoncini         | 2006–2019 | 61    | 0      |
| 6.  | Simone Bacciocchi      | 1996–2013 | 60    | 0      |
| 7.  | Mirko Palazzi          | 2005–     | 59    | 1      |
| 8.  | Fabio Vitaioli         | 2007–2019 | 55    | 0      |
| 9.  | Alex Gasperoni         | 2003–2019 | 48    | 1      |
| –   | Mirco Gennari          | 1992–2003 | 48    | 0      |
| 10. | Paolo Montagna         | 1995–2011 | 47    | 0      |

## Ranking FIFA
Poniższe zestawienie pokazuje pozycje reprezentacji San Marino w comiesięcznych notowaniach Rankingu FIFA. Najwyższą lokatę Sanmaryńczycy zajmowali we wrześniu 1993 roku, kiedy to plasowali się na 118. lokacie wśród 166 sklasyfikowanych federacji. Najniższa pozycja to 209. miejsce (od października 2018 roku). W listopadzie 2014 roku San Marino zanotowało najwyższy w historii awans, kiedy to po remisie 0:0 z Estonią w eliminacjach Mistrzostw Europy 2016 uzyskało promocję o 28 miejsc z 208. na 180. lokatę. Od kwietnia 2008 do listopada 2014 reprezentacja San Marino zajmowała ostatnie miejsce w rankingu.
| Notowanie | Styczeń | Luty | Marzec      | Kwiecień | Maj  | Czerwiec | Lipiec | Sierpień | Wrzesień | Październik | Listopad | Grudzień | Średnia |
| --------- | ------- | ---- | ----------- | -------- | ---- | -------- | ------ | -------- | -------- | ----------- | -------- | -------- | ------- |
| 1993      |         |      |             |          |      |          |        | 119.     | 118.     | 122.        | 120.     | 121.     | 120.    |
| 1994      | –       | 121. | 126.        | 129.     | 131. | 132.     | 130.   | –        | 133.     | 134.        | 133.     | 131.     | 130.    |
| 1995      | –       | 135. | –           | 134.     | 134. | 136.     | 140.   | 142.     | 133.     | 141.        | 142.     | 151.     | 138.    |
| 1996      | 152.    | 152. | –           | 154.     | 155. | –        | 158.   | 160.     | 162.     | 161.        | 162.     | 165.     | 158.    |
| 1997      | –       | 165. | –           | 164.     | 166. | 164.     | 167.   | 167.     | 167.     | 171.        | 173.     | 173.     | 167.    |
| 1998      | –       | 173. | 173.        | 176.     | 176. | –        | 177.   | 178.     | 180.     | 180.        | 180.     | 179.     | 177.    |
| 1999      | 153.    | 150. | 150.        | 150.     | 152. | 146.     | 146.   | 143.     | 143.     | 142.        | 145.     | 150.     | 147.    |
| 2000      | 151.    | 151. | 154.        | 157.     | 159. | 162.     | 164.   | 167.     | 167.     | 167.        | 169.     | 168.     | 161.    |
| 2001      | 168.    | 170. | 168.        | 166.     | 165. | 158.     | 159.   | 159.     | 158.     | 157.        | 158.     | 158.     | 162.    |
| 2002      | 158.    | 158. | 158.        | 158.     | 159. | –        | 159.   | 162.     | 163.     | 159.        | 161.     | 160.     | 159.    |
| 2003      | 161.    | 161. | 162.        | 164.     | 163. | 161.     | 163.   | 158.     | 158.     | 158.        | 158.     | 162.     | 160.    |
| 2004      | 162.    | 162. | 163.        | 165.     | 165. | 167.     | 168.   | 167.     | 169.     | 167.        | 166.     | 164.     | 165.    |
| 2005      | 165.    | 161. | 161.        | 160.     | 162. | 161.     | 162.   | 161.     | 161.     | 157.        | 157.     | 155.     | 160.    |
| 2006      | 156.    | 156. | 158.        | 160.     | 161. | –        | 191.   | 191.     | 194.     | 194.        | 195.     | 194.     | 177.    |
| 2007      | 195.    | 196. | 196.        | 196.     | 195. | 195.     | 195.   | 195.     | 196.     | 196.        | 197.     | 197.     | 195.    |
| 2008      | 197.    | 198. | 198.        | 199.     | 200. | 199.     | 199.   | 200.     | 200.     | 200.        | 201.     | 201.     | 199.    |
| 2009      | 201.    | 201. | 201.        | 202.     | 202. | 202.     | 203.   | 203.     | 203.     | 203.        | 203.     | 203.     | 202.    |
| 2010      | –       | 203. | 203. i 202. | 202.     | 202. | –        | 202.   | 202.     | 203.     | 203.        | 203.     | 203.     | 202.    |
| 2011      | 203.    | 203. | 202.        | 202.     | 202. | 203.     | 203.   | 203.     | 203.     | 203.        | 204.     | 206.     | 203.    |
| 2012      | 206.    | 205. | 205.        | 205.     | 205. | 206.     | 205.   | 206.     | 206.     | 207.        | 207.     | 207.     | 205.    |
| 2013      | 207.    | 207. | 207.        | 207.     | 207. | 207.     | 207.   | 207.     | 207.     | 207.        | 207.     | 207.     | 207.    |
| 2014      | 207.    | 207. | 207.        | 207.     | 207. | 207.     | 208.   | 208.     | 208.     | 208.        | 180.     | 179.     | 202.    |
| 2015      | 179.    | 180. | 181.        | 194.     | 194. | 192.     | 192.   | 192.     | 193.     | 196.        | 196.     | 198.     | 190.    |
| 2016      | 198.    | 198. | 198.        | 200.     | 200. | 200.     | 200.   | 200.     | 201.     | 201.        | 202.     | 202.     | 200.    |
| 2017      | 202.    | 202. | 203.        | 204.     | 204. | 204.     | 204.   | 204.     | 204.     | 204.        | 204.     | 204.     | 203.    |
| 2018      | 204.    | 204. | 204.        | 205.     | 205. | 203.     | –      | 203.     | 204.     | 209.        | 211.     | 211.     | 205.    |
| 2019      | –       | 211. | –           | 211.     | –    | 211.     | 211.   | –        | 210.     | 209.        | 209.     | 209.     | 210.    |
| 2020      | –       | 209. | –           | 209.     | –    | 209.     | 209.   | –        | 210.     | 210.        | 210.     | 210.     | 209.    |
| 2021      | –       | 210. | –           | 210.     | 210. | –        | –      | 209.     | –        | –           | –        | –        | –       |